# 聖剣伝説 LEGEND OF MANA
『聖剣伝説 LEGEND OF MANA』（せいけんでんせつ レジェンド オブ マナ）は、1999年7月15日にスクウェアから発売されたPlayStation用コンピュータゲームソフト。略称は「聖剣伝説LOM」「LOM」など。2010年7月28日よりゲームアーカイブスで配信されている。2021年6月24日にNintendo Switch、PlayStation 4、PC（Steam）でHDリマスター版が発売。

## 概要
『聖剣伝説』の名を冠したアクションRPGではあるが、様々な新システムが導入されている。
別セーブデータの主人公を召喚して一緒に冒険できたり、お互いの作った武具を売買できるなど、1つのゲームセーブデータに留まらない行動も可能。
特に自分で武具を生成できるシステムは膨大な材料の組み合わせと、エネルギーや付加能力などの複雑な計算式により、ゲーム製作者すら予期していない4桁の攻撃力を持つ武器を作れるなど、やりこみ要素についても従来シリーズとは一線を画すものとなっている。
1999年当時の家庭用ゲームは既にポリゴンを用いた3D画面が主流で、かつスクウェアは当時3DCG製作の最盛期にあったが、本作はドット絵による2D画面であり、CGムービーなども極限られた部分でしか使用していない。これは当時のスクウェアにとって非常に異例なことである。そのドット絵も大変に緻密で繊細なものとなっており、亀岡慎一のキャラクターイラストをはじめとした独特な美術デザイン・イラストレーションをかなり正確に再現している。HDリマスターは『聖剣伝説 HEROES of MANA』以来、14年ぶりの復帰作。

## システム
特徴的なシステムとして「ランドメイクシステム」が挙げられる。また固有のシステム名を持たないがキャラクターカスタマイズ、武器防具作成、ゴーレム製作といった個々のシステムも独特で、バトルシステムもリングコマンドを廃するなど従来シリーズとは全く違ったものとなっている。
逆に踏襲されたものとして、精霊とそれが持つ8つの属性が挙げられる。

### ランドメイクシステム
「ランドメイクシステム」は、何も無いワールドマップ上にプレイヤー自身でオブジェクトを配置し、箱庭のように世界を構築していくシステムである。
本作の舞台となるのは「ファ・ディール」と呼ばれる世界の一地方であるが、プレイヤーはゲーム開始時にワールドマップ上のどこを冒険の舞台とするかを指定し、そこに「アーティファクト」と呼ばれるオブジェクトを配置する。すると、アーティファクトは町やダンジョンなどの「ランド」に変化し、プレイヤーはそのランドを冒険することができるようになる。
ランドには個々に属性の強弱「マナレベル」が設定されており、それが隣接するランド同士で影響し合う。マナレベルは特定のイベントの発生条件、出現モンスターの強さ、魔法の効果、果樹園での果実熟成値に影響を与える。
また、町ランドには配置順とマイホームからの距離によって店レベルが設定される。店レベルによって町にある店の品揃えも変わる。
同じスクウェア製作の『ファイナルファンタジータクティクスアドバンス』にランドメイクシステムと類似したシステムが採用されている。
主導したのはディレクターの石井浩一。石井は『サガ フロンティア』の開発当初から構想しており、それをベースに設計したという。

### バトルシステム
『聖剣伝説3』から踏襲されていることであるが、移動モードと戦闘モードが明確に分離している。本作ではさらに、敵とエンカウントした場合、逃げることは不可能となっている。エンカウントした全ての敵を倒すことで勝利となり、戦闘モードが解除され、キャラクターのヒットポイント（HP）は全快する。
戦闘モードでは弱攻撃、強攻撃、アビリティ、コマンド技、必殺技、魔法を駆使して戦う。攻撃及び移動速度が武器種ごとに設定されたものとなる。武器種は全11種あり、短剣・片手剣・両手剣・片手斧・両手斧・ハンマー・槍・ロッド・ナックル・ヌンチャク・弓矢である。縦方向への武器攻撃は出来ず、横方向のみ可能。必殺技と魔法以外の行動はタイミングよくボタンを押すことで行動同士を繋いでいくこと（コンボ）が可能で、方向キー入力によるコマンド技が繰り出せるなど、その操作性はベルトスクロールアクションゲームに準じたものとなっている。また、リングコマンドシステムが廃止され、戦闘モード中に装備の変更やアビリティの再設定などは一切できないため、従来シリーズよりもアクションの腕前が要求される。

#### キャラクターカスタマイズ
バトルシステムに関連して、キャラクターが成長する際に加算される各パラメータの成長値は装備武器種によって違う。そのため、プレイヤーは成長に際して武器を持ち変えることで主人公の成長を自由に決めることができる。
また、アビリティは全26種が存在しているが、戦闘モードで使用するには2つある装備枠に装備しなければならない。同様に、武器種ごとに取得していく必殺技についても1つの武器種に対して12種から20種が用意されており、必殺技と魔法とを合わせて4つある装備枠に装備しなければならない。
上記のような要素によりプレイヤーは主人公を自由に、個性的に、成長させ行動させることができる。

#### 育成要素
主人公の自宅マイホームには、ペットを飼うペット牧場、果実を収穫する果樹園、武器防具や魔法やゴーレムを作成するための作成小屋が備えられており、それぞれが独特のシステムを有している。ゲーム中に登場するアイテムは、インゴットや木材などの主原料アイテムと、それ以外の副原料アイテムとに大別され、プレイヤーはこれらのアイテムを用いて、ペットの育成、果実の栽培、武器・防具・魔法楽器・ゴーレムの作成を行うことが可能である。
ペット育成
ランドではモンスターのヒナを捕獲できることがある。捕獲したヒナは牧場で孵化し、成長する。その際に食品系の副原料アイテムを与えることでパラメータの変化や性格の変化が起こる。性格、つまり戦闘モード中の思考パターンであり、ペットを使う際にはこの性格によって戦闘の有効度が変わる。
通常はこの方法でしかモンスターをペットとして戦闘に参加させられないが、特定ランドでは精霊レベルによってポロン（チット）、ゴブリン（グリ）、ダークプリースト（マンボ）、サハギン（テイク）、カーミラ（ライア）、ケイブマン（ペトラッキ）、ダック（ダヤン）の7匹は成長した状態で仲間に加入することがある。これらの亜人種はペット化した後は他のペットモンスター同様にエサを与え、育てることが可能。
果樹園
副原料アイテムの一種、植物の種子を管理者であるトレントに渡すことによって果実を栽培できる。果実は果樹園のマナレベルによって供給される熟成値によって成長し、それが果実ごとに設定された値を越えると収穫が可能となる。種子は全8種、果実は全37種あり、種子は同時に2つまで渡すことが可能で、組み合わせによって収穫できる果実の系統がきまる。
武器防具作成
1. 主原料を使って武器防具を作り出す。主原料には隠しパラメータとして性能基準値が存在し、武器として作成する場合は「鋭さ・重さ・腕力の必要性・技巧の必要性」、防具として作成する場合は「叩き耐性・斬り耐性・突き耐性・魔法耐性」、これら8つの要素が数値として設定されている。また武器種ごと、防具種ごとにも性能基準値が設定されている。この2つを掛け合わせた数値が攻撃力となる。そのため、主原料の性質と装備種ごとの特徴が合致したものほど実用的な装備ができる。
2. 副原料を使って武器防具を強化する。副素材は強化に関して、エネルギー・属性・能力値ボーナス・系統効果・シークレットパワー予約、という隠し要素を持つ。エネルギーは武器に変化を起こすために消費され、これが主原料ごとに設定された成長抑制値を超えなければ変化は現れない。属性・能力値ボーナス・系統効果は、エネルギーが一定値を超えた場合に発現して武器防具の性能を変化させる。シークレットパワー予約は、シークレットパワーと呼ばれる特殊な効果を武器防具に宿らせる際に用いる。全68種存在するシークレットパワーはそれぞれ予約条件が違い、1つの武器防具に3つまで宿らせることが可能である。

魔法楽器作成
魔法を行使するのに必要な魔法楽器を作成する。楽器にはハープ・マリンバ・フルート・ドラムの4種が存在し、主原料・副原料の精霊コイン・楽器種によって奏でられる魔法が決定する。魔法は全112種が存在する。
ゴーレム作成
ゴーレムとはマナの力で命を吹き込まれた戦闘用のロボットである。戦闘モードでの扱いはペットと同じであるが、その行動ロジックをプレイヤーがカスタマイズできる。その作成行程には、ボディの作成、ロジックブロックの作成、ロジック構築、の3つのステップがある。
1. ボディの作成
  - ボディは武器防具を合計1-4つ組み合わせることで作成できる。これによって、ゴーレムのHP・攻撃力・防御力・能力値・攻撃タイプ・ロジックボードの大きさ・故障率が決定する。材料とした武器防具が高性能であるほどそれぞれの能力が優れたボディが完成する。攻撃タイプは材料に使った武器種に準ずる。ロジックボードはロジックを組む際に使用するブロックの土台で、大きいほど多彩な行動を設定できる。また、ゴーレムが一行動するごとに故障する可能性があり、その確率もボディを作成したときに決まる。

2. ロジックブロックの作成
  - ゴーレムの行動を決定するロジックブロックは、武器防具楽器のいずれか2つを組み合わせて作成する。材料の系統の組み合わせでブロックの種類が、材料の主原料の組み合わせでブロックの形状が決定する。ブロックには3種あり、緑「攻撃タイプ専用系」・青「移動及び待機系」・赤「汎用攻撃系」と分かれる。緑ブロックはボディの攻撃タイプとブロックの攻撃タイプが合致しなければ使用できない。青ブロックは攻撃タイプを問わず、移動や防御行動を実行させる。赤ブロックは攻撃タイプを問わず、攻撃や反撃行動を実行させる。形状は全11種ある。

3. ロジックの構築
  - ロジックブロックをロジックボードにセットし、ゴーレムの行動パターンを決定する。ボードには横軸をレンジ、縦軸をゲージとしたマス目が振られている。ゴーレムは行動を決定する際、敵との距離を横軸、アタックゲージを縦軸、それぞれの値を元にボードを参照し、そこに配置されたブロックの行動を実行する。また、ロジックを構築する際に縦方向に2つのブロックを繋げて配置すると、ブロックとブロックの間に下向きの矢印が表示される。これは行動の連鎖を示している。連鎖元の行動が実行された際に、故障が発生しなければ、敵の距離とアタックゲージを無視して、連鎖先の行動を続けて実行するのである。

こうした育成要素に関する法則は非常に複雑であり、なおかつその要素のほとんどが隠しパラメータであるため、全てを把握するのは非常に困難である。

### リング・りんぐ・ランド
PocketStationで遊ぶことのできるゲーム。このゲームではアイテムを獲得することを主軸としており、各種作成に使用する素材や原料の入手が比較的楽になるというのがポイント。ただしこのゲームを遊ぶには「ペット牧場」が使用可能でかつ成長している（ヒナではない）ペットモンスターが1匹いることが条件となっている。このペットモンスターをPocketStationに送り込んでプレイするというものであるため。
ゲーム内容はスゴロクのようなもので、本作品に実際登場するいくつかのランドを回りながらアイテムを獲得していく。町ランドに止まるとHPが1回復し、それ以外のランドに止まると宝箱を発見できることもあるが80%の確率でトラップを踏んでしまう。また、「?」というマスも存在し、ニキータやドゥエルが登場してペットモンスターにさまざまな効果を与える。
一定ランドでは戦闘も発生し、この戦闘はスロットで行われる。PocketStationに送ったペットモンスターの種族と敵モンスターの種族には相性が存在し、相性が良い場合はスロット数字が増えるなどの特徴がある。またボスモンスターも存在し、周回数を3回にして最後にマイホームに戻ったときにボスモンスターのマシンゴーレムが登場する。
アイテムを入手する方法は「町以外のランドのマスで宝箱をゲットする」「モンスターを倒して落とさせる」「ニキータと交換する」という3種の方法があるが、金貨や果実も入手できる上にゲーム内ではなかなか入手しにくい或いは入手できない隕石や金属の主原料も入手できるという利点がある。
このリング・りんぐ・ランドの戦闘にて獲得した経験値は、ゲーム内のペット牧場で「おかえり」を選んだときに該当ペットモンスターに配分される。
HDリマスター版ではゲーム内に実装されている。

## 物語
本作は、主人公が夢の中で愛の化身であるマナの女神から自分のもとを目指すようよびかけられるところから物語が始まるが、プレイヤーが好きな順番で物語を進められるフリーシナリオ形式がとられている。
物語は全68話の独立した小編イベントが存在し、その全てが1話完結の体裁を成す。それぞれのイベント発生条件さえ満たしていれば、いつでも体験することが可能である。それらは、その連続性や共通する登場人物によって全15編のシリーズに分けることができる。
特に、下記の3編に関してはゲーム全体のメインシナリオ的な位置付けがされており、専用のエンディングが用意されている。また、この3編のシナリオのうちいずれか1つをクリアすることが、ゲーム全体の最終イベントを発生させる条件ともなっている。
この3編はそれぞれにファ・ディールの歴史と現状を、何らかの形で象徴したものとなっている。それを経験することで初めて、主人公はマナの女神の待つ聖域へと歩みだすことができる。
宝石泥棒編
宝石を命の核として生きる珠魅という種族の存亡に関わる物語。シナリオ担当者は後に『新約 聖剣伝説』にも関わっている生田美和。
宝石泥棒と珠魅、狩る者と狩られる者の関係を追っていくうちに、珠魅はなぜ狩られるのか、宝石泥棒が語る珠魅達の罪とは何かを知っていく。
エスカデ編
4人の幼なじみの友情と対立、十数年来のすれ違いの物語。シナリオ担当者は『ライブ・ア・ライブ』などのシナリオ担当も務めた井上信行。
4人の幼馴染達の心の葛藤や対立を通して、人の生き方とは何か、愛とは、自由とは何かを問う物語。
ドラゴンキラー編
世界の秩序を司る知恵のドラゴンを殺すという大逆の物語。シナリオは八木正人。
上記の2編とは違い様々な人の心理に迫るのではなく、先に提示された目的に向かって進むため筋がはっきりしており、物語進行のテンポが速い。
ファ・デールでは他にも主人公が訪れる街やダンジョンで出逢う様々な人の模様が描かれていく。主人公は彼らが抱える問題や悩み事を解決する為に奔走し、感謝の証に収集したアーティファクトでまた次の地へと赴く。ある人々は願いの成就が成った時、それを導いた主人公への恩返しの為、頼もしい冒険仲間となる。
バド&コロナ編。
とある騒動からマイホームに居候することになった魔法使いの双子・大魔法使いを夢見るバドと彼に気苦労しながらも見守るコロナの冒険と主人公にサボテン君も交えた家族愛を描く。

## ファ・ディール
マイホーム
最初に「ランドメイク」するランド。当初は主人公の家内部以外は何も無いが、シナリオを体験することで作成小屋やペット牧場、果樹園に入ってそれぞれの作成を行うことができるようになる。また、主人公の家の書斎では各種図鑑をいつでも参照することができる。
ドミナの町
マイホームの次に訪れることになるランド。積木を積み重ねたような活気と賑やかさ溢れる町。様々な住人が住んでおり、時期によって出現するキャラクターや発生するシナリオも多数に渡る。大別すると「商店街」「ドミナバザール」「風なびく草原の教会」「女神の憩いの噴水公園」「いなか道」に分けられる。
リュオン街道
馬車の轍と旅人の足跡から作り出された道が街道となったランド。どこまでも続く枯れた長い道にはモンスターも出没し、いくつかの分かれ道も点在する。ポロンの洞窟や主人公の名前を冠した峡谷の他に、七賢人の一人・ガイアの居る場所もある。
メキブの洞窟
地下水脈のしずくが垂れ落ち続けている深い洞窟。本格的なダンジョン構造をしており多数のモンスターの他にも洞窟全体が迷いやすくなっている。
キルマ湖
森に囲まれた大きな湖。ダンジョン構造としては湖よりも森部分を探索していくことになる。この森には多数の妖精が生息していることから妖精世界への入口が開くこともある。道中には七賢人のカメ、トートが居る。「湖面を見渡せる崖」からはキルマ湖全体が一望できる。
断崖の町ガト
むき出しで連なる岩肌がそのまま町を構成している聖なる炎と風に守られた町。ここは「癒しの寺院」という寺院とそれに関わる宗教が色濃く反映されている町で、町としての機能よりも修行者や参拝者たちの憩いの場としての風情が強い。ガトは東半分がこのような寺院と「門前町」として賑わっているが、その反対側の西半分はモンスターも生息する「修験者の道」があり、その先には「カンクン鳥の巣」もある。
ジャングル
鬱蒼と茂る巨大な熱帯雨林が入り乱れ、まるでひとつの城のように入り組み、縺れているランド。似たような地形が続いたり妖精たちのイタズラがあったりと非常に迷いやすい。ここには獣王ことロシオッティが鎮座しており、居眠りの日々を送る。絶滅寸前の森ペンギン、えもにゅーとしるきーに会えれば森に迷わないおまじないをしてくれる。深部にはドゥ・カテの生息地もあり、油断できない場所。
月夜の町ロア
永劫に続く夜に囲まれた静かな町。ひとつの大きな建物が連なりあったような外見をしている。およそ活気とは無縁のこの町に住む人々も独特な人物が多く、酒場「悪魔のぼったくり亭」ではアナグマたちが集う。リュミヌーの経営するランプ屋にはギルバートが訪問することもある。
デュマ砂漠
広大な熱砂が道らしきものを作っている砂漠。岩や動物の骨が点在し、「オアシス」以外には植物らしいものはサボテンくらいしかない。さらにはところどころ流砂によって通行不能になっている。人跡未踏の地でもあるので隠れて何かをするには絶好の場所。
奈落
入ってすぐの場所に巨大な墓が聳え、不気味な様相を呈しているランド。この墓は死者の支配する国の入口となっている。ジャングル以上に複雑で広いこの奈落は上層部分にはオールボンやシャドールたちがいるだけで時には居住空間もあるが、下層に行くにつれて悪魔やアンデッド系のモンスターが出現し出す。上層部分の居住空間にはストーリーの中で死んでしまった者が訪れる。
ミンダス遺跡
その昔、風の塔という名前の建造物を中心に繁栄していた大きな都市の遺跡群。この遺跡自体はさほど広くはないものの、点在する鍵花人たちの仕掛けを解きながら進まなければならないので目的地に到達するには意外なほど時間が掛かる。鍵花人たちの仕掛けは2箇所にあり、総じて4つの扉の開け閉めを担当している。
マドラ海岸
波の打ち寄せる白い砂浜。暑く降り注ぐ南の空。椰子の木とカニたちの群れ。南海の島そのままのランドのマドラ海岸はおよそダンジョンとは思えないほど美しい景色と砂浜が魅力的なランド。砂浜と鍾乳洞がどこまでも続く東側とは裏腹に、西側はすぐ行き止まりとなりそこにはセイレーンのエレが居る「鳥カゴ灯台」がある。
ゴミ山
アーティファクトクリーチャー同士の大規模な争いの戦争遺跡。その戦争が終わっても酷使されたクリーチャーたちの意思は消えることなく存在し続け、そんな彼らが打ち捨てられたように積み重ねられており、もはや思念を飛ばすことしかできないクリーチャーたちをアーティファクトクリーチャーの生き残りが一人で管理し慰めている。メルヘンチックな見た目とは裏腹に悲しみを募らせた場所。
ノルン山脈
美しく青い山脈だが、実際に登るとなるとその険しさとモンスターの出現に苦労するランド。ふもとまでの森部分、鳥人たちの住む風の集落を抜けた先の山脈部分とに大別される。崖崩れしそうな狭い道はメガロードというドラゴンが住む「山頂」へと続く。
港町ポルポタ
絶景の海を臨むリゾート地でもある港町。建物とは思えない貝殻の形の高級感溢れる「シーサイドホテル」ではルヴァーンシュのダンスを楽しんだり、「ショッピングマリーナ」での買い物もできる。水上レストラン「海の幸」では海ペンギンの姿も。そんな華やかな町の部分から離れた「入り江」では帝国の兵士と名乗る人物がある事件の調査をしていたりもする。
レイリスの塔
マナを汲み上げるという名目で建てられた巨大な塔。11Fまでのその道は簡単に登ることは難しく、階段や廊下が途切れていたり迷いやすい地形が続く。
魔法都市ジオ
クリスティーの宮殿を中心とし、まるでひとつの巨大城のような町。都市という名に相応しく、他の町よりも美しく整理された「目抜き通り」には宝石屋「ウェンデルの秘宝」や喫茶店「ごめんねカール」が立ち並び、フルーツパーラーではバーテンが飲み物を振舞っている。ここでの最大の建物はクリスティー宮殿の他には魔法学園があり、勉強熱心な先生や生徒たちが学園で日夜研究に明け暮れている。また、ここでは唯一全体マップ画面で各精霊の曜日が表示される。
骨の城
ジャジャラというドラゴンが住む竜そのままの骨城。内部も骨が至るところに散らばり、通行の妨げにすらなるほど散在している。いくつかの扉は番人と会話しなければ通れなかったり、最深部へ向かうには他にもエレベーターの仕掛けを解かなければならない。ふもとでは高品質の調合素材が手に入るらしく、魔法都市の学生たちが調合実験をしている。
ウルカン鉱山
ワッツの住んでいる鍛冶屋を入口とし、底が知れないどこまでも続く鉱山。いくつかの玄室や遺跡めいた空間もあることからただの鉱山ではないと分かる。マチルダとアーウィン、そしてエスカデを加えたある思い出が眠る地。プッツィを教主としたアナグマ団たちのアジトがある。
海賊船バルド
船長にして"おカシラ"のセイウチ、バーンズが率いる海賊たちのねぐらであり、海ペンギンばかりの船内は豪華。ダンジョンのように入り組んではいるがつくりはほぼ左右対称。時にはモンスターまで出没する部屋もある。船を操舵するラムティーガーに頼めば、好きな海域へと航海できる。
フィーグ雪原
雪がそのほとんどを覆い隠した真っ白いランド。辺境の地であるためにキルマ湖同様多数の妖精も生息しており、同様に景色が似ているため迷いやすい。メフィヤーンスが訪れることもある場所だが、彼が求める何があるのかは不明。
白の森
美しい森林地帯が広がるランド。鬱蒼と続く森の小道の先には白いドラゴン、ヴァディスが鎮座している。またここは珍種とされる豆一族の集落があるとされ、金持ちが彼らを求めている。
果樹園
マイホームにある果樹園がそっくりそのままランドになったもの。その中身はマイホームの果樹園とまったく同じだが、ランドメイキングにより設置した場所で各精霊のパワーが変化するのでマイホームとは別の果実を実らせることが可能。
ルシェイメア
エスカデ編のラストダンジョン。アーウィンにより召喚された、いくつかのワームのうちの1匹、光鱗のワーム。クリア後は入ることができない。かつて死んだワームを蘇らせたのでその内部は腐り切っており歩行できるほど空洞化している。表面のウロコ部分とこの腐乱した内部を行き来するようにして進んだ頭の先には、アーウィンが待ち受けている。
煌きの都市
宝石泥棒編のラストダンジョン。珠魅たちの都市。彼らを表現するようにその都市もまた美しく、儚さに溢れている。いくつもの宝石を重ね、散らばしたその都市はかつて珠魅たちが住んでいたと思われる部屋や広場があり、訪れることでかつての姿を回想をすることも可能。最上階には玉石の座があり、アレクサンドルと宝石王が待ち受ける。
焔城（ほむらじょう）
ドラゴンキラー編のラストダンジョン。ティアマットの居城にして奈落から現れた城。他のランドとは異なり、「奈落」自体が焔城に変化するためにランドメイキングはできない。入口の結界により、ストーリーを通じて一度しか入ることができない。最深部にはティアマットのいる空間がある。
マナの聖域
本作のラストダンジョンで、万物の創造と流出の根源となる絶対世界。

## 登場人物
本作のキャラクターは今までと大きく変わっており、獣人や魔法生物などといった「純粋な人間」ではないキャラクターが多数登場している。本作では純粋な人間だけでなく森人・獣人・昆虫人・ドワーフからペンギン・アナグマまでもが「人間」として扱われているのが特徴。ゲーム発売当時のスタッフの話によると、本当に「純粋な人間」であるのは主人公のみで、一見普通の人間に見える者も過去に何かしらの混血となっているとのこと。
キャラクターデザインは表記上、メインキャラクターを担当した亀岡慎一とサブキャラクター担当した池田奈緒となっているが、実際はスタッフ一人ひとりのアイデアが元になっており、ほかのスタッフの意見でデザインが変わることも多かったという。
担当声優はゲーム作品への客演やテレビアニメ版での配役。

### マイホーム
主人公（YOU）
声 - 島﨑信長（シャイロ） / 早見沙織（セラフィナ）
本作の主人公。名前はプレイヤーが自由に設定する。性別も選択可能で、一部イベントの台詞も変化する。マイホームの自室で目覚め、世界へと旅立っていく。言動や行動は選択肢に委ねられるため、基本的に喋る事は無いが、宝石泥坊編最後のイベントである「ティアストーン」終了時のみ唯一の台詞がある。シンクロは「HP回復量UP」。公式イラストで男性が剣、女性が槍を持っている理由は、開発当初は「装備する武器の種類は一度決定すると変更できず、各武器ごとに異なったデザインの主人公になる」という予定で、その頃に描かれた剣使いの主人公と槍使いの主人公が決定稿となったためである。
『聖剣伝説 ECHOES of MANA』では、男性は「シャイロ」、女性は「セラフィナ」という名前が使用されており、テレビアニメ版でも使用されている。テレビアニメ版のシャイロは心優しく正義感に溢れた性格。孤児であり、ドミナの町在住。マイホームは成長祝いに住民によって建ててもらった。セラフィナは明るく社交的な性格で、魔法都市ジオに通っている。
バド
声 - 三瓶由布子
森人の少年魔法使いで双子の弟の方。7歳。過去に両親を魔法実験の事故で亡くし、母の形見である魔法のフライパンをいつも持ち歩いている。夢は大魔法使いになる事。イベント「小さな魔法使い」で初登場。ドミナの町の外れでカボチャ騒動を起こしていた所を主人公に懲らしめられた。主人公の力を認め弟子入りを志願しマイホームに居候する。かつて姉弟そろって魔法都市ジオにある魔法学校に通っていた。
仲間にする事が出来るキャラクターの1人で、必殺技の内3つは木と土の魔法楽器がセットされている。装備武器の「フライパン」は大剣扱い。シンクロは「精神UP」。
将来は、ガイアによると73年後にとある魅珠と共に世界を冒険し、その旅が終わる頃には大魔導士として世界中に名前が知れ渡るようになるとの事。また、魔法都市ジオでは主人公の事を弟子扱いしている。実は珠魅の伝承に詳しい。
体験版ではコロナと共に直接マイホームを訪れており、主人公が最初に出会うキャラクターだった。
コロナ
声 - 下地紫野
森人の少女魔法使いで双子の姉の方。7歳。父（名前はハイン）の形見である魔法のほうきをいつも持ち歩いている。問題ばかり起こすバドを諫めるしっかり者。バドと同じく、イベント「小さな魔法使い」で初登場。バドに無理矢理カボチャ騒動を手伝わされていたが主人公に懲らしめられマイホームの居候を決める。かつて姉弟そろって魔法都市ジオにある魔法学校に通っていた。
仲間にする事が出来るキャラクターの1人で、火と金の魔法楽器をセット。装備武器の「ほうき」はロッド扱い。シンクロは「魔法UP」。
最近は金縛りが悩みで、ガイアに合わせると相談を持ち掛けている。
サボテン君
声 - 久保ユリカ
主人公が自宅の寝室で育てている無口なサボテン。主人公に冒険の話を聞かされると、独自の解釈と文体で密かに日記をつける。植木鉢に入っているが実は歩け、後に高熱で倒れたバドを助ける為に薬を探して旅立つ。
トレント
声 - 茶風林
主人公の家の果樹園に生えている巨大な老木。種を渡すと色々な果実を実らせてくれる。条件を満たすと新たな種を生み出し、その種から若いもう一本のトレントが生まれる。

### ドミナの町
マーク
声 - 保村真
ドミナの町で夫婦で万屋を営む昆虫人。38歳。宇宙に行く事を夢見ている。妻のジェニファーが非番のときは彼が店番をしている。
ジェニファー
マークの妻。37歳。「ちょっとちょっと!」や「〜なのよ、ホントにぃ!」を言いながら話すのが口癖。マークが非番のときは彼女が店番をしている。また、ペット牧場でのペットの買取りも担当する。
レイチェル
声 - 髙橋ミナミ
マークとジェニファーの娘。16歳。昔はお転婆だったが、今は無口になりマークを心配させている。妖精のような自らの容姿や両親の過干渉に内心うんざりしており、後にとある事件を起こす。
ティーポ
声 - 松田利冴
マークの家に居候しているティーポット型の魔法生物。製造されてから4年経っている。口調は関西弁。行商人のニキータの常連客でもある。魔法都市ジオには量産型のティーポがいる。涙脆く、よく号泣するが涙ではなく体内の水が噴き出しているだけである。
ユカちゃん
声 - 久野美咲
ドミナの町の宿屋の女主人。35歳。種族はカナリヤを自称しているが、一部ではチョコボの雛では無いかと噂されている。ちゃん付けで呼ばないと怒るらしい。「Pちゃん」というモンスターの卵を飼っており、条件を満たすと孵化させる事ができるが、その前に話しかけ過ぎると死んでしまう。
メイメイ
ドミナバザールにいる植物人の占い師。22歳。10ルクを払うとフルーツ占いで占ってくれる。一部のイベントではそのヒントを教えてくれたり、イベントを進行させる重要な存在になる事も。
ヌヴェル
声 - 家中宏
ドミナの町の教会の神父。64歳。白の森訪問以降はマメ一族の研究に没頭するため、白の森にある彼らの集落に移動する。
カペラ
声 - 大橋彩香
ジャグリングが得意な猿の獣人。17歳。相方のディドルと共に小さな大道芸一座をやっている。時々いなくなるディドルの事で悩む事が多い。
ディドル
声 - 井上ほの花
カペラの相方でオタマジャクシのような姿をした謎の生き物。14歳。大道芸一座での役目は手回しオルガンを奏でながらカペラの大道芸を盛り上げる演奏係。非常にのんびりとしており話すスピードも他の者と比べるとゆっくりである。時々突然いなくなってはカペラを困らせたり放っておかれている。

### 宝石泥棒編
いずれも珠魅（ジュミ）という今作初登場となった種族。人間と同じような容姿をしているが、その胸に「核」と呼ばれる宝玉がむき出しで付いているのが最大の特徴。核が傷つかない限り半永久的に生きられる寿命を持っており外見も不老だが、核が砕かれたり抜き取られれば死んでしまう。
「座」と呼ばれるランクで分けられた階級社会であり、戦いを担う「騎士」とその傷を癒す「姫」という役割分担を持つ2人1組で行動するのが基本である。なお、騎士が男性で姫が女性という形が多いが、必ずしも性別で決まるわけではなくレディパールのような女性の騎士や、サフォーのような男性の姫もいる。
傷を癒すのは目から出す「涙石（なみだいし）」と呼ばれるもので、涙石があれば例え核だけの状態からも復活出来るが、流した方の珠魅の核が微細な傷を受ける。また、核は涙石以外では基本的に修復出来ない。
珠魅は「非常に煌きの強い宝石がその力で命を得たもの」とも言われ、核は宝石として最上質であり、かつてその核の美しさと生命力を狙われ多数の珠魅が殺された歴史があり、それから身を守るため核を癒すための涙を流す力を失ったと記されている。そのような経緯のためか、珠魅のために涙を流した人間は永遠に石化してしまうという伝承も存在する。
瑠璃（るり）
声 - 梅原裕一郎
ラピスラズリを核とする珠魅の騎士。外見年齢19歳。パートナーは真珠姫。片手剣の扱いに長けた青年剣士で、珠魅の仲間を探して旅をしている。初めてドミナの町に入ったときに初登場。
仲間にする事が出来るキャラクターの1人で、装備武器は片手剣。「レーザーブレード」という独自の必殺技を持つ。無口で荒っぽくぶっきらぼうだが、真珠姫を大切に想い、同じ珠魅の仲間や、自分が認めた相手には誠意を見せる。
登場する珠魅では最も若く、誕生時には既に煌めきの都市は崩壊し、珠魅達は四散した後だった故に珠魅の故郷である煌きの都市崩壊の経緯を知らず、長き放浪の孤独感から仲間を求める気持ちが人一倍強い。蛍姫からは珠魅の掟に縛られない新しい世代の存在と考えられており、別の役目を見つける事を求められたが、あくまで自分の意志で宝石泥棒と珠魅の存亡に関わった。レディパールの復活によって自身と真珠姫が役目を終えたと告げられても尚、自分にとっての姫である真珠姫を取り戻す為に奮闘し、やがてレディパールにも騎士として認められるようになる。
シンクロは技ポイントの増加量が2倍になる「技ポイントUP」。「運命の剣」を持つが瑠璃が装備する事は無く、運命の剣を抱えている描写は何度か見る事ができ、最終話「ティアストーン」で真珠姫（レディパール）を連れていくと主人公に剣を託す。その場合はアレックスに殺害され、999個目の核として宝石王に呑まれてしまう。しかし主人公の流した涙石の力で他の珠魅と共に蘇生する。
真珠姫（しんじゅひめ）
声 - 名塚佳織
白真珠を核とする珠魅の姫。パートナーは瑠璃。外見年齢16〜7歳。「まいごのプリンセス」か「ホワイトパール」で初登場。心優しい少女で、瑠璃と出会う以前の記憶が無いため、彼に絶対的な信頼を寄せている。口調はやや幼っぽくセリフには平仮名が少し多い。考えごとをしていると迷子になりやすい。主人公の事は「おにいさま」「おねえさま」と呼んで慕う（何故か最初から主人公の名前を知っており、体験版では主人公がその事に疑問を抱く選択肢が存在したが製品版では無くなっている）。一時期、主人公の家に居候する事がある。
本来の人格であるレディパールが復活した際には真珠姫のパートナーであった瑠璃との対立が起こったが、後に瑠璃がレディパールに認められた事で、レディパールとして活動する時以外は今まで同様に真珠姫の人格が表層化するようになった。仲間にする事が出来るキャラクターではあるが、武器を持っていないため、戦闘中は一切攻撃を行わない（しゃがみこむだけ）。シンクロは「ステータス障害完全回復」。「ティアストーン」で瑠璃を連れて行った場合はサンドラに殺害され、999個目の核として宝石王に呑まれてしまうが、主人公の流した涙石の力で他の珠魅と共に蘇生する。
レディパール
声 - 名塚佳織
黒真珠を核とし、珠魅一族の心の拠り所である玉石姫のパートナーを務める玉石の騎士。外見年齢26〜7歳。「コスモ」で初登場。知人からは「パール」と呼ばれる。女性であるが、寡黙かつ感情をほとんど出さない男性的な性格。最長老の珠魅で、一族を救うためマナストーンとその力を解放する聖剣を探す旅に出たが、そのまま行方不明になった。元々、運命の剣はレディパールが聖剣を探す過程で見つけたものだが違うものだとわかったために戦う力を求めていた瑠璃に与えた。
実は真珠姫とは多重人格の同一人物で、本来の人格である。ある事件で重傷を負ったレディパールの核からこの新たな人格と外見を持つ真珠姫が誕生したのだが、その目的は自らが蛍姫のために代わりに「騎士」の役目から涙石を造る「玉石姫」になろうとしたためである。当初、瑠璃を本来の自分には不必要な存在と見ていたが、後に本当は自分も誰かに守られたかった事、職務としてではないパートナーを求めていた事に気付き、彼を自身の騎士と認める事になり、展開によって瑠璃の核が飲み込まれてしまった際には「よくも私の騎士、瑠璃を」と怒りを顕にしている。
前述の通り真珠姫とは同一人物だが「ホワイトパール」と「月読の塔の誘惑者」でのレイリスの塔の、自分の過去と向き合うことができる運命の部屋では真珠姫とは別々の存在として彼女と対面する場面がある。仲間に出来るキャラクターの中でも最高峰の能力であり、装備武器はバトルハンマー。「シャドーウォール」という独自の必殺技を持つ。シンクロは一瞬で技ポイントをMAXにする「技ポイントフル」。「ティアストーン」クリア後は主人公が訪ねた曜日によって、真珠姫かレディパールのどちらの人格が出るかが変化する。
「宝石泥棒編」の根幹に迫るキャラクターでもあるため、HDリマスター版も含め発売まで存在を伏せられていた。
ルーベンス
声 - 矢野奨吾
ルビーを核とする珠魅の騎士。外見年齢28歳。断崖の町ガトで炎の管理をしている。煌きの都市が滅びた経緯から、人間はおろか同族に対しても不信感を持っており、誰とも関わりを持とうとしない。元の立場は煌きの都市の騎士長で、輝石の座に属していた。ディアナの恋人である。「岩壁に刻む炎の道」で修道女に化けたサンドラに核を奪われ一度は絶命するが、「ティアストーン」の最後で主人公の流した涙石の力で他の珠魅と共に蘇生する。死亡してから蘇生するまでの間は奈落で会話ができる。
エメロード
声 - 佐倉綾音
エメラルドを核とする珠魅の姫。外見年齢15歳。姫でありながら癒しの力を持たない自身を歯がゆく感じており、せめて騎士としての力を得ようと、魔法都市ジオのヌヌザックの元で魔法を学んでいる。ヌヌザックからは「クズ石」と呼ばれているが、これは周囲にエメロードの核が価値が無いと思わせるための一種の自衛策で、彼女を魔法学園に保護した上で、騎士が出来るまでは保護下に入るとの約束によるものである。
3人の姉がいるが既に故人で、核のみが残っている。主人公を臨時の騎士とし、姉（の核）の捜索の手伝いを頼む。イベント中のみ仲間になるキャラクターで、戦闘する機会がないため、武器や防具を装備していない。「幸せの四つ葉」の最後でサンドラに核を奪われ一度は絶命するが、「ティアストーン」の最後で主人公の流した涙石の力で他の珠魅と共に蘇生し、以後は同じく蘇生した姉達と共に居る。死亡してから蘇生するまでの間は奈落で会話ができる。
アニメ版では過去に核を狙う帝国兵に姉を殺され、ヌヌザックに救出され今に至る。姉の核を探せるぐらい立派になろうとする余り焦っており、成果を出せないでいたがセラフィナがヌヌザックを説得したことにより旅立ちの許可が下りた。また、姉妹の名前がエスメラルダ（声 - 幸村恵理）、スマラクト（声 - 久住琳）、イズムルート（声 - 三川華月）だと判明している。
ディアナ
声 - 沼倉愛美
ダイヤモンドを核とする珠魅の姫。外見年齢29歳。一族の実質的な指導者である一方、蛍姫を人柱に不死皇帝の帝国に戦争を仕掛けたり、滅びゆく一族を守ろうとかなり強引な政策をとっていたため、一族内での信頼は薄かった。煌きの都市が滅んだ後は希望を失い、心を閉ざして全身を石化させて彫像として魔法都市ジオの倉庫で眠りについている。「アレクサンドル」では主人公と真珠姫が持って来た心の鍵の力で目覚め、過去に涙を失った珠魅達と一族が集う珠魅の都市に関する話、そして宝石泥棒の目的が復讐であることを伝えた。しかし、途中上記の強引な政策内容を暴露しながら乱入してきたサンドラに対し、ディアナが涙石を流し続けて瀕死であるとわかっていながら蛍姫を再び残された珠魅達のために連れて来るよう促したため、激昂したサンドラに核を奪われ消滅してしまう。「ティアストーン」の最後で主人公の流した涙石の力で他の珠魅と共に蘇生した際には、過去をしっかりと悔い改め、今後はもう二度と珠魅を捨てるようなことはしないと約束する。なお、死亡してから蘇生するまでの間は奈落に居るが、再び石化している為に会話は不可能。
蛍姫（ほたるひめ）
声 - 上田麗奈
フローライト（蛍石）を核とする珠魅の姫。外見年齢16歳。かつては珠魅の都市階層で最下層「捨石の座」の魅珠であったが、魅珠の中で唯一傷付いた核を癒すための涙を流す事が出来たため、玉石姫へと祭り上げられた。元々傷ついた者を見捨てられない心優しい性格に加え、自分の核が涙で傷ついて最後には自分が死んでしまうとわかっていても、それが自分の役目であり運命と受け入れているため、一族全てを癒すために涙を流し続けた彼女の核は今やボロボロに傷ついている。しかし、帝国との戦争で命を削り過ぎたためアレクサンドルが独断でこのままでは彼女が持たないと判断し、時の流れに干渉しない宝石箱パンドラに閉じ込める事で延命措置が図られる事になるが、蛍姫を失った都市は帝国の侵攻を支える事が出来ずに珠魅達は都市を棄てて四散する事になった。
種族の象徴的な人物だったこともあり、役目と性格共に一族の希望そのものだった彼女は都市内でも信頼は高く、当時を知る珠魅達からは非常に敬愛されている。登場はシナリオの終盤となるが、一連の出来事の中心にいる人物でもある。
サンドラ
声 - 寿美菜子
美しい容姿と変幻自在で華麗な盗みの腕前を持つ宝石泥棒。チャイナドレスのような服装の妖艶な女性で、かつては見事な手口と決して人を傷付けなかった事から、多くの人々を魅了した。しかし、最近は珠魅を殺しその核を奪う「珠魅殺し」を重ねている。犯行前には予告状を出す事でも知られる。当初こそ真珠姫の身を案じていたが、やがて主人公の目の前でルーベンス、エメロード、ディアナと次々手に掛けていく。その正体はアレクサンドルが自身の核の能力によって性別と外見を変えたもの。
なお、彼女が召喚するジュエルビーストはアルティマニアによると、過去に多く盗んだ一般的な煌めきの少ない普通の宝石を核にして人工的に造り出した「珠魅になりそこねたもの」とのことである。
アレックス
声 - 天﨑滉平
魔法都市ジオに店を構える宝石商の男性。各地を回り宝石の買い付けを行っている。職業柄宝石に詳しく、珠魅や宝石の事について幅広く教えてくれる。その正体はアレクサンドル自身であり、サンドラと同一人物。
ボイド
声 - 辻親八
サンドラを追うネズミ男の警部。45歳。元々は彼女のファンだったが、彼女が珠魅殺しをするようになった事に疑問を感じ、彼女を追うようになる。一連の事件が解決した後、主人公に「宝石泥棒サンドラ」がもういない事を知らされても信じず、逮捕に躍起になっていた。
宝石王（ほうせきおう）
声 - 大塚芳忠
サンドラに協力する半魚人のような見た目の謎の人物。種族は「星」。体内に特殊な宇宙があり、飲み込んだものの力を自身と融合させる能力を持つ。サンドラの目的とその志を理解し、自身の能力を使った涙石を作る計画を進めていた。主人公達に追いつめられ「ティアストーン」で涙石を流す力を得るべく999個の珠魅の核を飲み込み自身と同化させるが、その力で異形の怪物「宝石王999」と化す。敗北後はアレクサンドルの核をも飲み込み、最早原型を留めないほどに奇形化した「宝石王1000」となって主人公達に向かってくるが、同様に退けられて消滅した。
彼自身はアルティマニアによるといずれ世界を飲み込み、全てを体内で調和させたいと思っているとのことだが、それと同時に情に厚く人間くさい一面も多くあり、美しき珠魅達による悲しき争いに胸を痛めていたりと悪人というわけではない。
アレクサンドル
声 - 天﨑滉平
アレキサンドライトを核とする珠魅で、レディパールの後任の玉石の騎士。外見年齢24歳。レディパールとは同志でもあり、共に珠魅の未来のため活動していたが、蛍姫への処遇に関する事で意見が対立、袂を分かつ事になる。宝石の色が紫と緑の二色に変化するアレクサンドライトの性質で、宝石の色に応じて性別や外見が変化するという特殊能力を持つ。実はサンドラとアレックスこそ、変身の能力によって姿を変えた彼である（紫が男性=アレックスおよびアレクサンドル普段の姿、緑が女性=サンドラ）。ゲームではアレックスかサンドラとしてしか登場せず、本来のアレクサンドルの姿は描かれない。漫画版とアニメ版では登場しているものの、それぞれ異なったデザインとなっている。
彼なりにも珠魅の将来を考えていたが、自身が敬愛する蛍姫がただ一人命を削り続けるという現状を座視する事が出来ず、誰よりも優しい蛍姫こそが生き残り、他者を思いやる心を忘れて涙を失った自分達こそが滅びるべきと考えるようになる。その為、蛍姫が死に掛ければ宝石王に1000個の核を授けることで涙石を造り出し、蛍姫を蘇生させようとしていた。
最後は煌めきの都市にて主人公達を待ち受け、瑠璃を連れて行った場合はサンドラ、真珠姫を連れて行った場合はアレックスの姿で対峙する。瑠璃か真珠姫を殺害してその核を宝石王に捧げ、それが負けると今度は自らの核を1000個目の核として宝石王に捧げ、消滅した。その後は主人公の涙石によって他の珠魅達と共に蘇生した模様で、「ティアストーン」クリア後に煌きの都市で見る事が出来る予告状（「蛍姫を頼む」と伝える内容）から、どこかで生存している事が窺われる。
サフォー
声 - 土屋神葉
ゲーム中に名前のみ登場する珠魅。サファイアを核としており、アルティマニアの設定によれば戦う力を持たないため、立場は姫であり、姫長を務めた男性で「輝石の座」だった。騎士はアクアマリンを核とするアクア（愛称はマリーナ）だったが、珠魅狩りに殺害され、自身も核を奪われまいと友人だったザル魚に託したが、後にトーナに(アニメ版ではルヴァーンシュに)変装したサンドラに奪われた。
アニメ版にて容姿が判明した。

### エスカデ編
ダナエ
ガトの癒しの寺院の僧兵を務める猫のような獣人の女性。25歳。マチルダ、エスカデ、アーウィンとは幼馴染。リュオン街道で初登場。マチルダを姉のように慕うが、ある事が原因で急速に老化する彼女を老衰から助け、同時にアーウィンを止めるために奔走する。一方的にアーウィンを憎むエスカデの横暴さに反感を持っており、後に剣を向けてきた彼を「悪魔は貴方よ！」と、言い捨てる。アーウィンと再会後、彼がマチルダの延命のため、彼女を妖精世界へ連れて行こうとしていた事を知り、自身も同調して、彼女をアーウィンの元へ連れて行こうとするも、「彷徨の回廊」のミンダス遺跡で、エスカデと遭遇。思惑の相違により、彼と直接、争う事になってしまう。ここでの選択肢によっては敵となり、倒すと二度と登場しなくなる。
仲間に出来るキャラクターの1人で、装備武器はヌンチャク。「ヒステリックラン」という固有の必殺技を持つ。シンクロは移動中もHPを回復させる「リジェネレーション」。
ゲーム中、エスカデ編の主要キャラクターの中で、彼女のみ幼少時代での登場がなく、また『アルティマニア』等の書籍関連においても、幼少時代のビジュアルが掲載されていないが、小説版『あまたの地、あまたの人』の扉絵でのみ、彼女を含む幼少時代の4人の姿を見ることが出来る。扉絵は亀岡本人によるもの。
エスカデ
声 - 内田雄馬(聖剣伝説 ECHOES of MANA)
数々の聖騎士を輩出したライオット家出身の剣士。28歳。マチルダに好意を持つ。傲岸不遜で、自分こそ正義と信じ、時にマチルダの話すら耳を貸さず、容赦がないまでに頑固。かつての妖精戦争のしがらみにとらわれ、妖精や悪魔に、激しい敵愾心を抱く。マチルダと想い合うアーウィンに対し、彼への嫉妬と、彼が悪魔と人間の混血児であり、10年前の彼の行動が、マチルダの老化に繋がった事から、彼を「悪魔野郎」と忌み嫌う。アーウィンを倒せば、マチルダに精霊力が戻ると信じており、そのためなら、幼なじみのダナエにさえ剣を向ける。過去に、本気でアーウィンを殺そうとして、奈落に落下。そこで剣の達人で、マナの七賢人の1人でもあるオールボンから、10年間、剣術を学ぶも、アーウィン討伐＝「師の意志」と拡大解釈しており、悪魔討伐は「賢人の意志」と勝手に思い込むようになる。ミンダス遺跡で、ダナエと対峙するが、選択肢によっては敵となり、倒すと二度と登場しなくなる。また、仲間にしても、ルシェイメアのアーウィンの元まで同行しなかった場合も、その場で死亡し、二度と登場しなくなる。仲間に出来るキャラクターの1人で、装備武器は大剣。「奈落へ落ちろ」という固有の必殺技を持つ。シンクロは攻撃に魔法属性を持たせる「マジックウェポン」。
本エピソードが「エスカデ編」と彼の名を冠しているのは「古い時代の象徴」だからとの事。
マチルダ
司祭の家柄、ハロ家の娘。かつて、自らの出自やその運命に疑問を感じ、互いに惹かれ合うアーウィンと共に逃げ出すが、彼がマチルダの司祭家を守護する精霊力を、自分の物とした事で、急速に老化し、26歳にして80歳を越す老婆のような外見となる。全てを達観したような物腰で、言動も哲学的である。全てが自由である事を望むが、エスカデやダナエ達が争い合う様には否定的なようで、彼女が唱えた瞬間移動の呪文を逆から読むと、その心情が見て取れる。他人の幸福を願うダナエに、自分も同じ態度を取ると、どうなるかを説き、それぞれの自由の重要性を肯定する。後に、人としての生涯を終え、七賢人セルヴァの推薦で、彼女自身が新たな七賢人の1人として、奈落に招かれる。打ち倒されて奈落にいたアーウィンに、16歳の時の姿で再会し、じき、彼が望む世界の滅亡が訪れ、2人で世を創造するのだと説くも、お互いの主張が折り合わず、平行線のまま終わる。
アーウィン
悪魔と人間との混血児。そのため、幼い頃からダナエとマチルダを除く、人間と悪魔の双方から疎まれており、現在は、人間に反感を持つ妖精たちを支配し「黒竜王」と呼ばれている。想い合うマチルダから、精霊力を奪ってしまった事を、心底後悔しており、彼女を精霊王にする事で、老衰から救おうと、奔走する。最後は伝説の長竜、ルシェイメアを復活させ、マチルダのために怪物化して世界と人間を滅亡させようとした。主人公達に倒されて奈落に落ち、そこで、天命を全うしたマチルダと再会する。彼女からこの世界もまた、アーウィンが唱えた妖精界と同じ世界であると説かれるが、世界を混沌に陥れたい、という自らの願望のため、彼女と決別する道を選ぶ場面で物語は終了する。
人間を滅ぼすという意志で行動していたため、人間に敵意を持つ妖精達やレッサーデビル、スプリガン、グランシェといった高度な知性を持つ魔物達も従えている。
妖精
声 - 高尾奏音
大昔からファ・ディールにいる種族。非常に長命な種族であるため、大昔の妖精戦争時代から生き残っている個体が多く、大部分は人間を嫌っている。中には、人間種を滅亡させることを企み、アーウィンに協力する者もいる。

### ドラゴンキラー編
ラルク
声 - 武内駿輔（聖剣伝説 ECHOES of MANA）
狼の獣人の戦士で、120年ほど前に自国がのちに不死皇帝治める隣国に侵攻された時、戦士としてめざましい活躍を見せ「砦落としのラルク」として名を馳せた人物である。外見年齢22歳。エピソード「紅き堕帝」で初登場する。仲間の裏切りによって奈落に落ちたのち、ティアマットの要請を受けて、彼の知恵のドラゴンの守護者及び場を離れられない主人の手足となる戦士「ドラグーン」となる。アルティマニアに書かれた設定によると、この裏切りは、ラルクを自身の部下にしたいティアマットが、地上に自身の邪念を送り込んで意図的に起こしたものとなっている。ラルクとティアマットの関係は主従関係ではなく、実際には利害関係であり、マナエネルギー回収完了後は双方決闘の後に勝者が地上に回帰するとの契約であったが、ティアマットが約束を反故にしたため、果たされなかった。
奈落に呼び寄せられた主人公と共にティアマットの解放のため、知恵のドラゴンを狩る任務に出る。「真紅なる竜帝」ではティアマットに過剰な力を与えられ鉄巨人ラルクとなり、主人公達に襲いかかるも敗北後はティアマットに吸収されてしまう。主人公とシエラが彼を打倒した事で解放され、ティアマットの呪いに囚われて再び奈落に帰るものの、程なく呪いを克服して地上への帰還を果たす。仲間に出来るキャラクターの1人で、装備武器は片手斧。「地閃殺」という独自の必殺技を持つ。
シエラ
声 - 安野希世乃（聖剣伝説 ECHOES of MANA）
ラルクの姉で、同じく狼の獣人にしてヴァディスのドラグーン。外見年齢27歳。かつて自国が不死皇帝に侵略された際に、敵国の皇帝暗殺を試みたが失敗に終わり、帝国側が報復で放った追跡者によって白い森で命を絶たれた。しかし、彼女のその気高く美しい魂に心打たれたヴァディスによって蘇生され、今度は皇帝暗殺に成功し、その恩から彼女のドラグーンになった過去を持つ。ドラグーンとはいってもヴァディスとは主と従者の関係ではなく、よき相談相手といったものである。エピソード「群青の守護神」で初登場。ティアマットの野望を阻止するために竜の所在地で度々姿を現し、初めは主人公にも敵対心をむき出していたが、同時に主人公がなぜティアマットに協力をしているのかを問いかける場面もある。ただし、「知らない」と答えた場合でも主人公が死ねばラルクを殺さずにティアマットを止められると心を鬼にして襲い掛かる等、非情に徹する（「知っている」と答えるとティアマットの本性を知りながら進んで協力するとんでもない奴と激昂される）。後にティアマットの本性を知った主人公に協力する。ティアマットを倒した後はラルクと別れてヴァディスの下へ戻り、後日、奈落から解放されたラルクと再会を果たした。仲間に出来るキャラクターの1人で、装備武器は短剣。「空閃殺」という独自の技を持つ。
ティアマット
世界のマナを生み出し制御するマナストーンの守護者「知恵のドラゴン」の一体。真紅の鱗を持ち火を司る竜で「竜帝」の異名を持つ。人間年齢約50歳。常に力を渇望し、非常に強い野心を持つが故に、かつて「知恵のドラゴン」としての責務を放棄して世界支配を企み、禁を犯してマナストーンを吸収して戦争を起こした。その後ティアマット側についた水を司るドラゴンと金を司るドラゴンが停戦に応じようとしたため、これに激怒して2体の力を吸収した結果、絶大な力を得た。そのため他のドラゴン達でも敵わない存在となったが、最終的には三体のドラゴンに敗北し、奈落へと封印された。ラルクを配下とし、復活の機会を窺っている。力を発揮出来ないため、仮の姿として人間の容姿になっている。ラルクと主人公を利用する事で三体のドラゴンからマナストーンを奪い取り、更にはラルクとの約束を反故にして「褒美」という形で彼を鉄巨人ラルクへと変えてしまう。その後は奈落の底より自身の城である「焔城」を出現させ、本格的に世界征服に乗り出す。最後は城に乗り込んできた主人公とシエラに対し、本来の姿である巨大なドラゴンへと変貌して襲いかかるも敗北し、消滅した。
メガロード
風を司る知恵のドラゴン。群青色の鱗と巨大な翼になった腕を持つ竜で「群青の守護神」の異名を持つ。人間年齢約30歳。知恵のドラゴンの中では最年少である。ノルン山脈でドラグーンとして迎えている風読みの一族と共生している。過去にジャジャラ、ヴァディスと共にティアマットと戦った。「他の生物と共存すべき」という、知恵のドラゴンの中では独自の考えの持ち主で、他のドラゴン達よりも多くのドラグーンを従えている。主人公とラルクに倒れて一度は消滅するが、ティアマット討伐後には蘇生し、ドラゴンキラー編終了後は腕試しとして何度でも戦うことができる。
ジャジャラ
土を司る知恵のドラゴン。「骨の城」を居城としている。「紫紺の竜」と呼ばれるが、現在は鱗や肉を持たず、金色の骨のみの状態で生きている。ティアマットの反乱の際に最も彼と激しく対立したドラゴンで、ティアマットの封印時に彼が最後の抵抗として放った呪いにより肉の体を失った。ティアマットが知恵のドラゴンの使命を放棄し奈落に落ちても、マナの力を求めている事を「愚か」と断じ、激しく憤っている。
ゲーム中は詳しく出てこないが、年齢は人間換算で80歳近くもある最年長のドラゴンという設定があり、思想もメガロードやヴァディスよりも保守的で、「骨の城」周辺の薬草は土のマナストーンの力により万病に効力を持つが、それを隠すためにジャジャラがマナストーンを中心に城を建設したとされる。ドラグーンには不死皇帝を従えている。しかし、不死皇帝本人はジャジャラからの解放を願っているため、信頼関係はない。主人公とラルクに破れて死亡した後はその体を不死皇帝に取り込まれてしまう。しかしティアマットが倒された事で復活を果たす。
ヴァディス
木を司る知恵のドラゴン。「白の森」と呼ばれる長閑な森林地帯をテリトリーとしている。優雅な純白の体毛を持ち、温厚な性格から「白妙（しろたえ）の竜姫」と呼ばれる。人間年齢約50歳。かつてはティアマットと恋人同士であったが、彼の考え方には否定的であり、それ故に袂を分かち敵対している。前述のようにシエラを救い、ドラグーンとした。アルティマニアに書かれた初期設定では、シエラを蘇生するエネルギー源として、マナストーンではなく自身の眼を使用して隻眼となっているという設定だった。主人公とラルクに乗り込まれた時は敢えてマナストーンを引き渡し、ティアマットを止め得る主人公の力を試す為に戦う。焔城出現時は念話を送って主人公とシエラにティアマット討伐を託した。
知恵のドラゴンの中では最も温厚な思想の持ち主で、物腰も柔らかい。
「聖剣伝説 VISIONS of MANA」にも登場しています。
不死皇帝
転生に転生を重ねほぼ不老不死となったエナンシャルク帝国の皇帝。本名は「イルゾワール・エナンシャルク」。前世の頃ラルクとシエラの所属した国家と争っており、シエラに暗殺され、奈落を漂ううちにジャジャラに見出されドラグーンとなった。ティアマットに勝るとも劣らない野心は現在も衰えておらず、ドラグーンの責務は果たしているものの自身の解放を望んでいる。「紫紺の怨霊」クリア後から「真紅なる竜帝」クリアまでは不死皇帝との再戦があり、このときはジャジャラのパーツを取り込んだ姿となっている。
風読み士
ドラグーンとして代々メガロードに仕える一族。メガロードを模した民族衣装を身に纏い、風の魔法を体得している。緑色の衣装を纏った者は三元老と呼ばれている。メガロード撃破後は主人公を罵り、復活後も厳しい態度は変わらないがティアマットを倒してメガロードを復活させた事に関しては主人公を認める。

### マナの七賢人
かつてファ・ディールで起こった妖精戦争の英雄たち。1人は既に死去しているため、現在は6人。戦争の後、豊富な知識を後世の人々に提供している。
ガイア
「大地の顔」と呼ばれる七賢人の1人。人形師アニュエラによって生命を与えられた生きた岩であり、本人は「自分は元からここに居て、話せるようにしただけ」であり、ファ・ディール創世以来の全ての知識を有する。ただ、岩そのものであるため移動する事は出来ない。なお、NPCを連れてガイアに会うと彼とそのNPCの会話が聞ける。
ロシオッティ
「獣王」と呼ばれる七賢人の1人。437歳。妖精戦争において弓の名手として活躍した英雄だったが、戦争後、ジャングルで獣達を治めながら暮らしていたときによそから来た獣に食べられてしまい、その獣に英雄の知恵と知識が受け継がれ、現在の賢人と呼ばれる姿になった。
トート
「海を渡るトート」と呼ばれる七賢人の1人。1900年近くもの時を生きているカメで、豊富な知識を有するが、無理に知識を与えるような高圧的な態度は採らず、普段は「カメ」としか名乗らない。力は強いようだが、ひとりでは起き上がれない様子である。
ポキール
声 - 平川大輔
「語り部のポキール」と呼ばれる七賢人の1人。722歳。かつては真言の使い手とも称された。ガイアにすら匹敵する知識を持ち、それを詩という形で表現する。また、ロアの街で出会った際にはアナグマ語で話しかけると流暢なアナグマ語で返答される。
オールボン
「煉獄の主」と呼ばれる七賢人の1人。538歳。奈落で死者の魂を管理している。凄腕の剣士であった事が知られており、エスカデに剣術を指南したのだが、エスカデ自身はそれを良い事に、個人的私怨でアーウィンの抹殺に拘っているのを、オールボンの意志であるとして、すり替えてしまっている。また、ドラゴンキラー編ではティアマットの企みにうまい役どころがあれば、あやかりたいとの趣旨の発言をしており、俗っぽいところがある。
セルヴァ
「風の王」と呼ばれる七賢人の1人。627歳。大空を吾がものとし、普段は鳥の背中に乗って空を飛んでいて、地上には滅多に姿を現さない。鳥や豆一族から情報を集めているため、時代の動向に詳しい。敵対していた頃のロシオッティによって一度命を落としており、現在の姿はアニュエラの作った「風のベル」に魂を移植したもの。
アニュエラ
「傀儡師」と呼ばれる七賢人の1人。魔女アニスの娘であり、様々なアーティファクトや魔法生物を生み出した。既に死去しており、作中には名前のみ登場する。

### 魔法学校
カシンジャ
声 - 小林沙苗
魔法都市ジオにある魔法学校の教師のひとりで、バトとコロナのかつての恩師でもある。29歳。石化トカゲであるバジリスクの獣人。姉御肌のため生徒からは人気が高い。
メフィヤーンス
魔法学校の校長。32歳。悪魔族であり、生まれながら高い魔力を持つが、それに甘んじない研究熱心な人物。慕う生徒は多いものの授業方法は下手。人格者ではあるのだが、魔道絡みになると暴走する事もある。ナクラートスという弟がいた。
ヌヌザック
声 - 中田譲治
魔方陣の姿をした魔法学校の教師。ふざけたような振る舞いをするが、正体は過去の戦争で活躍した高位の召喚士である。召喚術を使いすぎて体が魔方陣に閉じ込められてしまったが、彼自身はそれを悲劇を引き起こした戒めと受け入れており、エメロードの保護者役も務めており、あえて彼女を「クズ石」と呼ぶ事で彼女の核を狙う輩をけん制していた。戦争の経験からそれの原因となったマナの力を嫌悪しており、魔法学校でもハトを出す手品を召喚術として教えて戦闘用のは禁忌としているほか、神界のマナの樹が再び世界に現れる事も望んでいない。
アニメ版では珠魅の核を狙う帝国兵からエメロードを救出。姉の核を探す旅に出ようとするエメロードの身を案じ、許可を出さなかったがセラフィナの説得に自ら折れた。
テセニーゼ
校医も務めるミイラ姿の女性教師で、無口で不気味なため生徒から畏怖されている。年齢不詳。実は不死皇帝の元妻で、かつては帝国の魔道大臣を務めた。また、現在の姿も転生の魔女という本物のアンデッド。カシンジャと仲が良いがヌヌザックは苦手。授業に関しては真面目に行っているが、講義内容がブツブツ呟いているような声であるため、生徒からは聞こえないと不満の声が上がっている。

### その他
ニキータ
声 - 高木渉
ウサギネコ族の行商人。19歳。商売になりそうなものでない限り、妖精や超能力等の事を信じない現実的な性格をしている。
ティーポに車輪を50000ルクで売りつける、詐欺紛いの手段でクリスティ商会をニキータスマイリーグループの傘下にする、ワッツから借金のカタとして大量の武器防具を持ち去る、見世物として花人を連れ去ろうとするなど、かなりあくどい商売をするが、作中での主人公に対するぼったくりは少ない。シリーズ作品では猫の姿だったが、今作品から姿が変更された。
仲間に出来るキャラクターの1人で、装備武器はナックル。「プレゼントにゃ」という独自の必殺技を持つ。
リュミヌー
花で出来た羽と美しい歌声を持つセイレーンの女性。21歳。月夜の町ロアでランプ屋を営む。同じセイレーンである親友のエレの事を心配している。ケンタウロスのギルバートとも仲が良い。ギルバートとは意見の相違から別れるが、彼が石化した後はフラメシュの後押しを受け、主人公の協力を得てギルバートの石化を解き、寄りを戻す。しかしエレの所によく遊びに行くため、しばしばギルバートを店に置き去りにする。
エレ
声 - 花井美春
リュミヌーの親友のセイレーン。21歳。宝石泥棒編の「波間に眠る追憶」で初登場。歌を唄いながら海上を飛んでいた所、帝国船が沈没する光景を目撃し、自分の歌のせいで船が沈んでしまうと思い込んで、その事からセイレーンの掟に反し唄う事を止めてしまう。仲間に出来るキャラクターの1人。必殺技の欄には全て水と風の魔法楽器がセットされている。武器も装備されておらず、魔法攻撃のみで戦う。
フラメシュ
声 - 大橋彩香
リュミヌーとエレの親友である人魚。20歳。自らの本性に背く生き方を選ぼうとするエレに、本性に正直に生きる事を勧める。
ギルバート
声 - 菊池正美
ケンタウロス族の吟遊詩人。25歳。惚れっぽい性格でリュミヌーと別れた後はエレ、人魚のフラメシュなどに次々と恋をする。挙句の果てに魔法学校の教師カシンジャに恋をしたせいで全身石化させられてしまう。その後、穴掘り団に鉱山の支柱に使われてしまうが、暗い鉱山で佇むうちに自分が一番好きな人はやはりリュミヌーであった事に気付く。最後はリュミヌーが唱えた解呪の呪文によって石化から解放され、リュミヌーと寄りを戻した。
マグノリア
緑色の発火石の瞳を持つ生きた人形。620歳。マグノリアという名前はかつてこの人形の持ち主であった人間の少女の事であり、その少女は人形の瞳である発火石で発生した火事で亡くなった。
ルーイ
ゴミ山に住む魔法生物。831歳。言葉は全てカタカナ表記。「災いを呼ぶ人形」の最後の初対面のときやゴミ山のセーブポイントからゲームを再開したときに、お茶を湯呑みに入れて一服する姿が見られる。
ボンボヤジ
ゴミ山に住む発明家。58歳。ストーリーを進めるとマイホームにマシンゴーレム作成室を作ってくれる。
ワッツ
声 - 岸尾だいすけ
鍛冶屋を営むドワーフ。129歳。天然ボケで物忘れが激しい。ストーリーを進めるとマイホームに武器作成室を作ってくれる。
コンゴ
声 - 山下タイキ
海賊と対立している穴掘り団を率いる大柄の男。55歳。外見に似合わず詩を書くのが趣味。後にヌヴェルが去った教会を占拠する。
プッツィ
コンゴの飼い犬。穴掘り団のリーダーとしてまつり上げられており、飼い主であるコンゴから様づけで呼ばれている。16歳（人間年齢64歳）。
アナグマ
アナグマ語という独特の言葉しか話さない種族。アナグマ語は平仮名で表記され、シナリオ「精霊の光」にてアナグマにランプを売り歩く際に必要な知識となる。アナグマの中にはコンゴとプッツィが率いる穴掘り団に所属している者もいる。
ザル魚君
声 - 岩田光央
ザルに入った魚のような生き物。5歳。港町ポルポタのシーサイドホテルにいる踊り子のルヴァーンシュに夢中になっている。珠魅のサフォーとはかつて親友であり、彼から自らの核を託され宝物として大事に持っていた。しかしトーナの幽霊騒ぎに便乗して現れたサンドラにサフォーの核を奪われ、一文無しになってしまい、シーサイドホテルで働かされる羽目に。瑠璃や真珠姫を連れてくるとサフォーに関して語ってくれる。
ルヴァーンシュ
声 - 高野麻里佳
シーサイドホテルで踊り子として活躍している少女。14歳。ザル魚君に想いを寄せられているが見向きをせずにいる。
衛兵トーマ
声 - 熊谷健太郎
帝国の衛兵を務めている青年。28歳。弟のトーナを帝国船の沈没事故で亡くした。骸骨戦士と化したトーナと思いがけない再会を果たす。以降はポルポタに滞在する。
骸骨戦士トーナ
声 - 土田玲央
トーマの弟。23歳没。兄と同じ衛兵を勤めていたが帝国船の沈没事故の犠牲になってしまった。その後は骸骨戦士となり、ポルポタに出現する幽霊として恐れられる。サンドラはその幽霊騒ぎに便乗してサフォーの核を奪った。その後、本来のトーナ自身が現れ、兄と再会を果たす。
バーンズ
海賊を率いているセイウチの男性。38歳。穴掘り団とはライバル同士。豪快な性格の海の男だが、「殺す」と言えず「転がす」で誤魔化したりなど、どこか肝っ玉の小さい部分がある。
海賊ペンギン
声 - 福島潤
バーンズ率いる海賊の一員。語尾に「〜でやんす」をつけて話す者がほとんど。
デイビッド
声 - 橘龍丸
バーンズ率いる海賊の一員の海賊ペンギンでヴァレリの恋人。マドラ海岸のイベントでは2人の恋模様が描かれている。
ヴァレリ
声 - 関根明良
デイビッドの彼女で彼との愛の結晶である卵を暖めている。マドラ海岸のカニバッシングで高得点を出すとマイホームに住むようになる。更にパーフェクトを出すと卵が孵り子供が生まれる。
ラムティーガー
海賊船バルドの操舵手の海賊ペンギン。
えもにゅー＆しるきー
ロシオッティに仕えている森ペンギン達。
クリスティ
声 - 大原さやか
蛇の下半身を持つ獣人の女性。38歳。魔法都市ジオで商会を営んでいる女富豪。ストーリーを最後まで進めるとニキータスマイリーグループの傘下にされてしまう。
サザビー
声 - 金澤まい
クリスティの執事を務める犬の獣人の男性。45歳。年齢の割にはかなり小柄な体型でヘイソン達からは子供オヤジと呼ばれている。時々口調が幼稚言葉になる。
ヘイソン
クリスティ商会で働いている森人の青年。20歳。幼馴染みのハッソンと一緒に行動する事が多い。足が速く、PS1版では『レーシングラグーン』のセーブデータがあると彼に関する隠しイベントが発生し、このイベントでしか手に入らないレアアイテムが入手できる。
ハッソン
ヘイソンの幼馴染みである体格の良いドワーフ。21歳。クリスティ商会にある品物を壊した原因で出来た借金を返済するためにヘイソンと共に商会で働いている。商会に就く前は故郷で盗賊をしていたらしい。
グラシエール
フィーグ雪原の奥地で暮らす雪女。水晶の花畑を育てている。
豆一族
丸っこい体型に頭に卵が入っている鳥の巣を乗せた小さな生き物。「プ」しか話せないが彼らの言葉が分かるヌヴェルなら通訳が出来るとの事。白の森にある集落に暮らしており頭の巣に鳥を乗せた長老もいる。
モティさん
シリーズ恒例のキャラクター。28歳。ファ・ディールで、宿屋フロント、店屋カウンターなどを勤めるターバンを巻いた男達。名前のように思えるが、実は出身村の名前から付けられた職業名である。彼ら独特の踊りも「モティ踊り」と呼ばれている。外見はみな同じように見えるが、作らせたカレーの種類で個性の違いがわかる。たとえば港町ポルポタにいるモティさんはシーフードカレーを得意としている。
草人
声 - 森永千才
体が葉っぱで出来ている生物。全ての草人は意識を共有しており個体差が無い。つまり全ての草人が同一人物である。頭に花が咲くと花人に進化する。
花人
体が花びらで包まれた生物。草人と違って男性体と女性体が存在する。草人ほどは物語の根幹に関わらず、学生達の課外活動の手伝いをしていたりと世俗的な面を見せる。一部ダンジョンでは特定の場所にテレポートさせてくれる花人が存在するが、ニキータがパーティにいると「雑念が邪魔します」と言ってテレポートをしてもらえない。
ぶにゅ
ダンジョンに存在する謎の生物。触れた者を尻尾の生えている場所へ転移させる力を持つ。ダンジョンのショートカットや、現時点で通行不可の道を塞ぐ役割のキャラ。
マナの女神
声 - 恒松あゆみ
ファ・ディールを創造した神。マナの樹はこの女神が眠る姿であり、それに触れた者は大いなる力を得ると言われている。かつては光そのものであったが故に自分の姿を見る事ができず、自身の半分を闇に変えた事で初めて自分の姿を知り、そこから創造が始まったとされる。最終シナリオにて聖域を訪れた主人公に、最後の試練として自分の闇の半身を差し向ける。本作のラストボス。
アニメ版にて判明した容姿は、草人と聖剣伝説3のフェアリーを合わせたような姿をしている。

## 開発

### 背景・企画
石井浩一は、『サガ フロンティア』にてフリーシナリオを導入したほか、『聖剣伝説3』では6人の主人公からプレイヤーが選択できるシステムを導入したものの、プレイヤーが世界を作りつつも、その世界の中で責任をもって遊べるほど自由度の高いシステムを構築したいと考えていた。
同じく『サガ フロンティア』に参加していた高井浩はコマンドRPGに飽きていた一方、アクションゲームや格闘ゲームを好んでいた。
また、アクションRPGの開発チームがなかったことに加え、『聖剣伝説』シリーズにおいても『聖剣伝説3』以降アクションRPGがなかったことも、高井がアクションRPGを作りたいという理由のひとつになった。石井は自分がこれから手掛ける作品にはアクションが得意な者が必要だと考えており、高井に声をかけた。
チーム立ち上げ前から2人の間で相談が交わされ、従来の『聖剣伝説』のバトルシーンは俯瞰視点だったが、アニメーションやパターンの数からサイドビューに特化することになった。

### シナリオ・セッティング
石井は『サガ フロンティア』での経験から、シナリオを分担して執筆するという方針をとっていた。
また、ユーザー自身が主人公になってほしいという思いから、本作における主人公にはバックボーンを持たせず、性別のみを選べるようにした。一方で、バックボーンを持っていない主人公を中心とした物語にしようとすると、記憶喪失ものになってしまうため、ある程度は巻き込まれ型のキャラクター造形にした。
この方法では、主人公が体験する出来事を増やすほど登場人物数が多くなるため、高井はアニメーションを作るのが大変だったと振り返っている。
シナリオの一つであるエスカデ編のストーリーは井上信行が手掛けており、重い展開は彼の個性によるものだと高井は2021年のファミ通とのインタビューの中で語り、草人をはじめとするNPCの哲学なセリフも彼が考案したと述べている。
一方、サボテン君が主人公の見ていないところで日記をつけるという設定は石井の提案であり、これによってサボテン君のキャラクターが明確になった。

### グラフィック
開発当時はゲームで使える市販のフォントがないため開発スタッフがフォントを自作することが多く、本作もまた、アートディレクターの津田幸治によるフォントが用いられていた。

## 主なスタッフ
| ディレクター                                                          | 石井浩一                                                  |
| プロデューサー                                                        | 河津秋敏                                                  |
| プログラム・メイン/バトル                                             | 穴澤友樹                                                  |
| ゲームデザイン システムデザインチーフ                                 | 松井聡彦                                                  |
| アートディレクター マップBGグラフィックデザインチーフ                 | 津田幸治                                                  |
| バトルエフェクト バトルデザインチーフ                                 | 髙井浩                                                    |
| キャラクターイラストレーション キャラクターグラフィックデザインチーフ | 亀岡慎一                                                  |
| ミュージック                                                          | 下村陽子                                                  |
| アーティファクトデザイン CGアイテムデザイン                           | 高橋政輝                                                  |
| プログラムBGマップ プログラム"RING・ring LAND"                        | 深谷文明                                                  |
| プログラムワールドマップ                                              | 安達景太郎                                                |
| ストーリー&イベントデータチーフ                                       | 井上信行                                                  |
| ストーリー&イベントデータ                                             | 生田美和                                                  |
| ストーリー&モンスターモーションデータ                                 | 八木正人                                                  |
| ワールドマップシステムデザインチーフ サブシステムデザイン             | 福川大輔                                                  |
| マップデータチーフ                                                    | 桑田浩之                                                  |
| キャラクターグラフィックデザイン                                      | 大谷正樹、門井元、森迫弥生 玉井陽子、池田奈緒、佐藤理枝   |
| ボスモンスターグラフィックデザインチーフ                              | 松本敏章                                                  |
| ボスモンスターグラフィックデザイン                                    | 安齋美香、池内真美                                        |
| ペットモンスターグラフィックデザインチーフ                            | 佐々木倫子                                                |
| ペットモンスターグラフィックデザイン                                  | 石塚好、織田武士、高橋誠 松浦聖、渡辺豊                   |
| マップBGグラフィックデザイン                                          | 今川伸浩、本庄崇、渡邉亨智 高橋一彦、畑山展子、久保田真弓 |
| ワールドマップグラフィックデザイン                                    | 奥谷雅司                                                  |
| ワールドマップエフェクト マジックエフェクト                           | 大野茂幸                                                  |
| メニューグラフィックデザイン アイコングラフィックデザイン             | 大舘隆幸                                                  |
| サモンズカードイラストレーションデザイン                              | 浅野雅世、中村貞子                                        |
| マップデータ                                                          | 丹下俊也、阿比留優子、おぎす・けん                        |
| イベントデータアシスタント                                            | 植田渉、山内一弘                                          |
| モンスターアクスヨンデータアシスタント                                | 進藤和幸                                                  |
| サウンドマニピュレータ                                                | 石元丈晴、岩崎英則、山崎良、野田博郷                      |
| サウンドプログラマー                                                  | 赤尾実                                                    |
| サウンドエンジニア                                                    | 藤田宜敬、菅原輝明                                        |
| サウンドエフェクト                                                    | 神谷智洋、能澤久敏、中村宏之、三留一純                    |
| エグゼクティブプロデューサー                                          | 武市智行、坂口博信、鈴木尚                                |

| アニメーション監督・絵コンテ       | 亀井幹太                            |
| キャラクターデザイン               | HACCAN                              |
| アニメーションキャラクターデザイン | 池上たろう                          |
| 美術設定                           | 栫ヒロツグ                          |
| 色彩設計                           | 糸川敬子                            |
| 撮影                               | 佐藤充宏                            |
| 編集                               | 吉武将人                            |
| 音楽                               | 下村陽子                            |
| アニメーションプロデューサー       | 大上裕真                            |
| アニメーション制作                 | グラフィニカ 横浜アニメーションラボ |

## 雑記
同時期に発売された『ファイナルファンタジーVIII』の記録的売り上げに対する、スクウェアの戦略変更に反発した社員が、1999年から2000年にかけて次々に退社する。『聖剣伝説 LEGEND OF MANA』の開発スタッフも例外ではなく、本作の開発におけるメインスタッフだった亀岡慎一、穴澤友樹、津田幸治、井上信行らが退社し独立した。詳細は、ブラウニーブラウンの項を参照のこと。
本作は、最初に発売されたバージョンのみ2枚組となっており、おまけディスク『SQUARE'S PREVIEW Vol.5』が付属していた。このディスクには、スクウェアが1999年6月30日までに発売したゲームソフトのデータを見ることが出来る『SQUARE COLLECTION VOL.2』と、『ベイグラントストーリー』のオートデモ、『frontmission 3』、『デュープリズム』、『クロノ・クロス』の体験版が収録されていた。後に廉価版が複数発売されているが、廉価版にはこのおまけディスクは付属していない。
本作の各名前入力ではオートによる設定も可能になっている。特に主人公のオート名称は、一部『聖剣伝説3』までの聖剣シリーズに登場したキャラクターの名前が使われている。また、女主人公の場合は「エレナ」（『新約聖剣伝説』のヒロインの半公式名称）や「リチア」（『聖剣伝説4』）など、本作より後のシリーズに登場したキャラクター名も見られる。
本作が各誌で掲載されたのは本作の体験版が収録された『サガ フロンティア2』の発売直前の週であったが、その時点ではタイトルを明かしておらず男主人公とニキータのカットだけを出しており、その次週以降で正式にタイトル等を公開している。

## HDリマスター版
2021年6月24日にNintendo Switch、PlayStation 4、Steamの3プラットフォームでダウンロード用ソフトとして配信開始した。パッケージ版は一般販売されず、e-STOREでのみ販売された「コレクターズエディション」にのみ付属している。2021年12月7日にはiOS、Androidでも配信開始。2024年9月26日にはMicrosoft StoreにてXbox Series X/S、Windows版が配信開始。
主な追加要素・変更点
- 背景が書き直され、より鮮明なグラフィックとなった。
- 画面表示が4：3から16：9へ変更され、広い画面でゲームを楽しめるようになった。
- メニュー画面のレイアウトが変更された。
- 一部を除くBGMがアレンジされた。設定でオリジナル版のBGMに変更することも可能。
- ポケットステーション用のゲーム「リング・りんぐ・ランド」が実装され、ゲーム内でもプレイできるようになった。
- オプションメニューにエカウントOFF機能が実装され、戦闘を回避して探索できるようになった。ただし、ボスモンスターなど、ゲームの進行上戦闘が必須な敵との戦闘は回避できない。
- 書き下ろしイラストを観賞できる「ギャラリーモード」、ゲーム中のBGMを聞くことができる「ミュージックモード」が追加された。
- オートセーブに対応した。また、オプションメニューにもセーブ機能が追加され、一部のマップを除き、どこでもセーブが可能となった。

## 反響

### HDリマスター版に対する反響
HDリマスター版はおおむね好意的に受け入れられた一方、フォントがオリジナル版からかけ離れているという指摘が寄せられたほか、ファミ通のレビューでも同様の指摘があった。
なお、その後のアップデートによって、原作のフォントとそれに近いフォントも実装されたほか、スマートフォン版では最初から選べるようになった。

## テレビアニメ
2021年6月27日に行われた聖剣伝説シリーズ30周年記念の公式生放送にてアニメ化が発表され、「聖剣伝説 Legend of Mana -The Teardrop Crystal-」のタイトルで2022年10月から12月まで毎日放送・TBS系列『スーパーアニメイズム』枠ほかにて放送された。3つあるシナリオの中の『宝石泥棒編』がアニメ化された。

### 制作（テレビアニメ）
主人公のシャイロ役には島崎信長が指名という形で起用された。島崎はファミ通とのインタビューの中で自分が声優になる前から好きだった作品だとしつつも、テレビアニメ化は青天の霹靂だったと述べ、まさか自分が主人公役を演じることになるとは思わなかったと語っている。

### スタッフ
- 原作 - スクウェア・エニックス[17]
- 監督・シリーズ構成・脚本 - 神保昌登[17]
- キャラクター原案 - HACCAN[17]
- アニメーションキャラクターデザイン・総作画監督 - 池上たろう[17]
- サブキャラクターデザイン - 應地隆之介・総作画監督（第4話のみ）
- プロップデザイン - 春山育子
- 美術設定 - 山口大悟郎、三浦智
- 美術監督 - 栫ヒロツグ
- 色彩設計 - 小島真喜子
- 2Dワークス - 矢崎宏幸
- CG監督 - 新田祥子
- 撮影監督 - 内田奈津美
- 編集 - 近藤勇二
- 音響監督 - 土屋雅紀
- 音楽 - 下村陽子[17]
- 音楽制作協力 - イマジン
- 音楽プロデューサー - 小島剛
- プロデュース - ワーナー ブラザース ジャパン[17]
- チーフプロデューサー - 川瀬浩平、木村康貴
- プロデューサー - 前田有希、小松翔太、外川明宏、真鍋義朗、亀井博司（毎日放送）
- アニメーションプロデューサー - 大上裕真
- 制作プロデュース - 遠藤聡平、平澤直
- アニメーション制作 - グラフィニカ、横浜アニメーションラボ[17]
- 製作 - サボテン君観察組合

### 主題歌
「Tear of Will」
早見沙織によるオープニングテーマ。作詞は早見沙織、作曲・編曲はKEVIN PENKIN。
「Song of Mana -The Teardrop Crystal-」
セラフィナ（早見沙織）によるエンディングテーマ。作詞・作曲は下村陽子、編曲は中村博。

### 各話リスト
| 話数   | サブタイトル           | 絵コンテ | 演出     | 作画監督 | 初放送日       |
| ------ | ---------------------- | -------- | -------- | --- | -------------- |
| 第1話  | ラピスラズリ（前編）   | 神保昌登 | 神保昌登 | 式部美代子 阪野日香莉 橋本有里 今橋明日菜 津島桂 春山育子 | 2022年 10月8日 |
| 第2話  | ラピスラズリ（後編）   | 頂真司   | 川部真也 | 式部美代子 阪野日香莉 橋本有里 今橋明日菜 津島桂 | 10月15日       |
| 第3話  | ルビー                 | 安部元宏 | 安部元宏 | Kim Yoon jung Park Yoon ok Joung Eun joung Kwon Oh sik Lim Keun soo Park Hoon Won Chang hee Lee Joo hyeun                                                                                             | 10月22日       |
| 第4話  | サファイア             | 安部元宏 | 安部元宏 | 式部美代子 阪野日香莉 橋本有里 今橋明日菜 津島桂 春山育子 | 10月29日       |
| 第5話  | ホワイトパール         | 頂真司   | 川部真也 | PARK SANG-HO KIM JEONG-RIM WOO GEUM-HO LEE JOO-HAK | 11月5日        |
| 第6話  | エメラルド             | 平田貴大 | 平田貴大 | 應地隆之介 小澤和則 浜平蒼生 林由香 | 11月12日       |
| 第7話  | ダイアモンド           | 安部元宏 | 安部元宏 | Kim Yoon jung Park Yoon ok Joung Eun joung Lim Keun soo Ju Hyeong jong | 11月19日       |
| 第8話  | ブラックパール         | 新留俊哉 | 新留俊哉 | 式部美代子 阪野日香莉 橋本有里 今橋明日菜 津島桂 春山育子 飯島弘也 芝田千紗 應地隆之介 | 11月26日       |
| 第9話  | アレクサンドライト     | 頂真司   | 川部真也 | KIM JEONG-RIM LEE JOO-HAK YEO JEONG-MIN HWANG YOU-SEON 徐晨寅 曾晨晨 梁鸿鑫怡 Fusion Studio | 12月3日        |
| 第10話 | フローライト           | 安部元宏 | 安部元宏 | Lee Joo hyeun Joung Eun joung Jang Hee kyu Kwon Oh sik Lim Keun soo Park Yoon ok Chae Gwang han Ju Hyeong jong                                                                                        | 12月10日       |
| 第11話 | ティアストーン（前編） | 平田貴大 | 平田貴大 | 式部美代子 阪野日香莉 橋本有里 今橋明日菜 津島桂 春山育子 王國年 芝田千紗 應地隆之介 浜平蒼生 林由香 Dakog_Oten Madeline Cocomantot Jomz YuePants Mowamowa MK Seoul アルボアニメーション              | 12月17日       |
| 第12話 | ティアストーン（後編） | 神保昌登 | 神保昌登 | 式部美代子 阪野日香莉 橋本有里 今橋明日菜 津島桂 春山育子 王國年 芝田千紗 應地隆之介 ねこまたや 谷口繁則 小林雅美 Dakog_Oten Jomz Madeline YuePants Mowamowa Shiinamon Cocomantot Alexelle Lee 林由香 | 12月24日       |

### 放送局
| 放送期間                 | 放送時間                     | 放送局                                 | 対象地域 | 備考                                                   |
| ------------------------ | ---------------------------- | -------------------------------------- | -------- | ------------------------------------------------------ |
| 2022年10月8日 - 12月24日 | 土曜 1:25 - 1:55（金曜深夜） | 毎日放送（製作参加） ほかTBS系列全28局 | 日本国内 | 字幕放送 / 連動データ放送 / 『スーパーアニメイズム』枠 |

| 配信開始日     | 配信時間                   | 配信サイト | 備考         |
| -------------- | -------------------------- | --- | ------------ |
| 2022年10月8日  | 土曜 12:00 更新            | ABEMA | 見放題配信   |
| 2022年10月11日 | 火曜 12:00 更新            | dアニメストア U-NEXT FOD Hulu アニメ放題                                                                               | 見放題配信   |
|                |                            | Google Play Rakuten TV Amazon Prime Video ビデオマーケット music.jp GYAO!ストア クランクイン!ビデオ バンダイチャンネル | 都度課金配信 |
|                | 火曜 23:30 - 水曜 0:00     | ABEMA |              |
| 2022年10月12日 | 水曜 0:00（火曜深夜） 更新 | J:COMオンデマンド milplus イッツコムオンデマンド TELASA                                                                | 都度課金配信 |

| 毎日放送制作・TBS系列 スーパーアニメイズム                              | 毎日放送制作・TBS系列 スーパーアニメイズム     | 毎日放送制作・TBS系列 スーパーアニメイズム                        |
| 前番組                                                                  | 番組名                                         | 次番組                                                            |
| ----------------------------------------------------------------------- | ---------------------------------------------- | ----------------------------------------------------------------- |
| 彼女、お借りします（第2期）彼女、お借りします ぷち（第2期） - ※おしり枠 | 聖剣伝説 Legend of Mana -The Teardrop Crystal- | アルスの巨獣現代アートを基礎から学べるチャンネル TV版 - ※おしり枠 |

## 関連商品
音楽CD、攻略本、漫画、小説が発売されている。

### 音楽
作中のBGMは下村陽子が担当。CD2枚組。全55曲。
主題歌のSong of Manaの歌唱はAnnika Ljungberg（アニカ リュングベルグ）、歌詞はスウェーデン語である。
『聖剣伝説 Legend of Mana オリジナルサウンドトラック』
- オリジナル版
  - 発売元 - デジキューブ
  - 発売日 - 1999年7月23日
  - 品番 - SSCX-10034
  - 作曲 - 下村陽子
- 再発盤
  - 発売元 - スクウェア・エニックス
  - 発売日 - 2004年10月20日
  - 品番 - SQEX-10036/7
  - 作曲 - 下村陽子

### 攻略本
『スクウェア公式 聖剣伝説 LEGEND OF MANA 最速攻略本 for beginners by DigiCube』
1999年7月15日、デジキューブ/スクウェア、ISBN 4-925075-58-6
『聖剣伝説 LEGEND OF MANA MAKING OF MANA（メイキング オブ マナ）』
1999年7月15日、アスキー（アスキームック）、ISBN 4-7561-3148-4
スクウェア公式設定集。
『聖剣伝説 LEGEND OF MANA ULTIMANIA』
1999年9月30日、デジキューブ/スクウェア、ISBN 4-925075-64-0
- 再発売：2004年7月30日、スクウェア・エニックス（SE-MOOK）、ISBN 4-7575-1250-3
- 電子書籍：2021年6月24日、スクウェア・エニックス

スタジオベントスタッフによる『アルティマニア』シリーズの1つ。

### 漫画
『聖剣伝説レジェンド オブ マナ』というタイトルで月刊誌『ファミ通ブロス』1999年9月号から2002年9月号（最終号）まで連載された。作画は天野シロ。エンターブレインから単行本全5巻が発売されている。また2008年7月には新装版が発刊され、修正加筆、新たに書き下ろされたおまけの漫画を含め、上下巻あわせ1000ページ弱に及ぶ。
天野の作風から世界観を無視した強烈なギャグが盛り込まれた一方、独自解釈による設定の味付けも成されている。本作は男主人公トトの視点でドラゴンキラー編、宝石泥棒編、エスカデ編の順に展開する。エスカデ編は結末がゲームとは大きく異なり、それ以降の終盤はマナの聖域にまつわる独自のストーリーを展開した。物語の進み方が駆け足気味となっているが、最終話掲載号で『ファミ通ブロス』が休刊しており、そのためと推察される。ゲーム内では主人公（トト、イム）はしゃべらないが、今作ではかなりおしゃべりで感情豊かである（作者曰く「クールが苦手」とのこと）。
また、本編のほかに、漫画本編前のバドとコロナを主役にしたエピソード（2巻収録、元々は設定資料集である『メイキング・オブ・マナ』に収録されていたもの）と、エスカデ編以降のエスカデたちの生活を痛快に描いた4コマ漫画（5巻収録）もそれぞれ単行本に収録されている。
- ブロスコミックス（KADOKAWA・エンターブレイン）
  1. 2000年5月、ISBN 4-7577-0028-8
  2. 2000年9月、ISBN 4-7577-0208-6
  3. 2001年7月、ISBN 4-7577-0479-8
  4. 2002年1月、ISBN 4-7577-0706-1
  5. 2002年10月、ISBN 4-7577-1018-6
- 新装版・マジキューコミックス（KADOKAWA・エンターブレイン）
上巻 2008年7月 ISBN 978-4-7577-4277-2
下巻 2008年7月 ISBN 978-4-7577-4278-9

#### 漫画の登場人物
ここでは、漫画（漫画版オリジナル以外）での設定について記す。

##### 主要人物
トト
本作の主人公で、ゲーム版の男性主人公がモデル。涙もろい熱血漢で激情的な性格だが、平時は他作品のゲームキャラクターに惚れていたり、フィギュアについて異常に詳しかったりする三枚目。剣の腕前は確かで、序盤の敵は一撃で仕留めている。必殺技は「乱れ雪月花」、「築地三枚下ろし」。愛用の剣は100均で購入したものらしく、ドラゴンキラー編でティアマットにその安さを指摘されている。本来はマナの樹を救うため聖剣を託されていたが、アーティファクト「ポスト」に乗ってファ・ディールに向かう途中ガイアに激突、そのときに聖剣が突き刺さり記憶が分離、聖剣も紛失してしまう。記憶はないが無自覚にアーティファクトを集めていたのか、自宅の箱にはいくつかのアーティファクトをいれていた（ドゥエルには箱庭療法、コロナにはあとでまとめて売るのだと間違われていた）。
終盤に記憶を取り戻し、自身の使命も思い出すも、ファ・ディールの人々たちを信じて敢えて「かあさま」の意思に背き、マナの樹の腐敗した根を聖剣で切断。マナの樹とファ・ディールを分離させることで世界を救い（その行動は7賢人やかあさまも予想できず驚いていた）ファ・ディールへ帰っていった。
「トト」という名前は、ディレクターの石井浩一がゲームプレイ時に男性主人公に付けた名前である。後年、『サークル オブ マナ』で男性主人公の固有名として採用された。
ドゥエル
トトの道案内役のためほとんどの行動を共にしている。トトのボケに対するツッコミ役で、時折毒を吐くこともある。時折手にした槍を直にトトへ投げつけるなど、過激なツッコミもある。
バド&コロナ
ゲーム同様、トトの事を「師匠」と呼んでおり、ドゥエルと共にトトのボケに対するツッコミ担当でもある。
魔法学校時代、バドが何かをしでかしたことが原因で学校から退学および学生寮からの退去宣告をされてしまう。その後、人助けをしながら実家のあるドミナに帰るが、家がなくなっていたため路頭に迷っていたところ、トトの家を見つけ空き家と勘違いして住もうとするが、トトにみつかりお仕置きされた後は留守番係として同居を許される。
バドはエスカデ編以降、トトと行動を共にするようになるが、コロナはバドがトトと行動を共にしていることが多いため、ほとんど家で家事をしていることが多い。
ラビ
トトのペット兼非常食のラビで特に固有の名前はない。トトのペットなのか話が進むごとに腹黒い一面を見せていく。話の中では見捨てられたり、つぶされたり、縛られたりと様々な状態になる。現在いるラビは5匹目らしいが定かではない。
トト曰く食べるとカエルみたいな味がするらしく、砂漠にいるラビは割と食べやすいらしい。
イム
トトの妹で、ゲーム版の女性主人公がモデル。年齢はトトより1つ下。キツイ性格をしており、ハッキリと物事をいう。子供の頃は女の子らしい喋り方だったが、旅を経て人の悪意を見続けており、現在ではきつい男性口調となっている（本人曰く「世界は人々の悪意で澱み、腐っていた」）。特殊な呪文でルシェイメアを消滅させるなどの特技を持つ。トトよりも努力してアーティファクト使いとしての修行を重ねてきたが、それでもトトに敵わないことに苛立ちを覚え、ついトトに辛く当たってしまう。武器は母から託された槍。その槍は母が昔使っていた思い出の槍でもある（トトは「思い槍」というダジャレを交えてその事を告げたが、冷めた空気が漂ってしまった）。料理上手らしく、トトの帰還前には動けない母に代わって焼きそばを作らされていた。
マナの樹を再生させることが結果的に母の命を奪うと知り、一時はトトと刃を交えるが、戦いを経てトトの意志に同調し、共にマナの樹の根へと向かう。マナの樹が世界から切り離された後はトトと和解し、樹に残ってトトの後ろ姿を見送った。
女性主人公自体は『ファミ通Bros.』の連載予告や単行本1巻のカバー内表紙、巻末に載っていたが、彼女の登場は24話からである。登場する以前は、読者から出してほしいという要望が一番強かったキャラクターであることがおまけ漫画で語られていたが、その時はトトがハガキを破ってしまい、イラストが描かれる程度に留められていた(予告カットには登場していた）。後年、『サークル オブ マナ』で女性主人公の固有名として採用された。
マナ
トトにさび付いた聖剣を持ってきた草人。その後はマイホームで暮らしている模様。怪我の治療には「サボテン君用の肥料」や牛乳で葉っぱを拭くなどが行われている。

##### ドラゴンキラー編
ゲームと比べ漫画版独自のオリジナルの展開が目立つ中で、ドラゴンキラー編はゲームのシナリオに最も忠実に構成されており、他のシナリオでは単行本を2巻以上を跨ぐが、こちらはストーリーの展開も早いため1巻の約半分にまとめられている。
ラルク
基本的にゲームの設定と大差はないが、やや性格に粗暴さが見られる。また「犬」と呼ばれることを非常に嫌っているような描写がある。
ゲームではシナリオのエンディングで奈落から魂が解放されて地上での活動が出来るようになるが、漫画ではティアマットが奈落に封印されたと同時に自身の魂も奈落に縛られたままで終わっている。エピローグにも登場しなかった。
シエラ
ゲームと比べ口調が優しく女性らしくなっており、トト（主人公）を呼び捨てではなく「さん」づけになっている。トトのボケに対して心の声でツッコミを入れることが多い。
ラルクの行動を止めるためにトトに協力を申し入れるが、鉄巨人ラルク戦まではほぼ1人で敵を仕留めており、多勢に対してもほぼ無敵であったので、トトから「俺は必要なのか?」と突っ込まれたほど。ティアマット戦で瀕死の重傷を負って奈落を彷徨うことになるが、トトの呼びかけとラルクの説得で地上に還ることが出来た。
ティアマット
設定はゲームと同様、返り咲いた際にほろりと涙をこぼしたり、シエラ美しいと語っていた。初めて二話挟んで戦う強敵でトト、シエラの二人を相手に奮闘、トトの剣も強靭な額でへし折っている。その後シエラの投げた短刀で左目を傷つけられ逆上。シエラを倒すものの、もう一振りの短刀を持ったトトに切り刻まれて敗北、トトに「今度は百万光年反省しやがれ」と愚痴られた。
ヴァディス
ゲームとほぼ同じ。焔城外のシーンでは報酬を要求してきたトトをシエラとともにひそひそ話していた。
メガロード
登場した時点ですでに倒されており断末魔のセリフのみだった。後に復活している。
ジャジャラ
ラルクを犬呼ばわりしたせいで逆上した彼に一撃で倒された、第二形態は未登場。その骨の一部は伝書鳩を通じてシエラのもとに届けられた。後に復活している。

##### 宝石泥棒編
ストーリーの展開はゲームとほぼ同じであるが、キャラクターの設定や物語のアレンジに漫画版独自のオリジナルが組み込まれており、後述のアレクサンドルは設定自体はゲームに存在するものの、漫画版のみに登場するオリジナルキャラクターである。
真珠姫
おっとりした性格や迷子癖がある点などゲームとほとんど変わらない。
漫画版で最初に登場したキャラクターであり、メギブの洞窟でモンスターに襲われそうになっていたところをトトに助けられた。トトは布団を買いにいく途中で迷子になっていた（なぜ布団を買わなければいけなかったかはペットのラビが原因ということ以外、具体的な理由は不明）。
ゲームよりもレディパールの出番が多かった為、物語の本筋に関わる部分ではあまり登場しなかった。ゲームでは展開次第ではサンドラに暗殺されるが、漫画では最後まで生き残り、トトが涙石を生み出すきっかけとなる。また、ある回ではレディパールの衣装のまま真珠姫に戻るシーンもあった（元の服は洗濯中だった為）。
瑠璃
ゲームと比べて口数が多く少々短気なところがみられるが、ツッコミキャラとなっているためトトと漫才のようなやりとりを繰り広げる事がしばしばある。ただ、口にこそ出さないがトトの事を信頼している。
ゲームでは展開によっては暗殺されるが、漫画では真珠姫を守る為に自らの核を捧げた（ゲーム同様、最終的には復活）。
レディパール
根本的な部分こそゲームと変わらないが、ゲームと違って姉御肌の性格であり、豪胆な言動や行動が目立つ。トトにベタ惚れであり何かとトトのそばにいたがるところがある。これも作者が「クールが苦手」と語っている通りである。
アレクサンドル / サンドラ
宝石泥棒編の登場人物である「宝石商アレックス」と「宝石泥棒サンドラ」の正体で、アレキサンドライトを核とする玉石姫である蛍姫の元騎士。核となる宝石の「色が変わる」という特性のため性別を変えることができるが、アレクサンドルの姿では男性である（ただ同漫画では、サンドラは変身ではなく、女装したアレクサンドルであるような描写がある）。
アレックス、サンドラとしてゲームにも出演しているがアレクサンドルという姿では登場せず（最後までアレックスかサンドラの姿）漫画で正式に登場した。容姿はアレックスが眼鏡を外して中華服を纏った姿。100年前には「ロードナイト」（漫画オリジナル設定。レディパールが所属していた部隊。ゲームでこれにあたる「玉石の騎士」とは違い複数名がおり、他にはルーベンスとオリジナルの薙刀使いが確認できる）の1人だった。ヌンチャクを武器とするが、隠し持っている短刀なども使用し、すばやい身のこなしでトト、瑠璃、レディパールの3人を相手に互角以上の戦いをした。最後はゲーム同様自分の核を1000個目の宝石として宝石王に託し息絶えた。その後の消息は不明である（ゲームでは復活したと分かるイベントがある）。
宝石王
基本的にゲームと変わらないが、1000個目の核を食らった際に核の力がオーバーロードを起こし、煌めきの都市諸共消滅した。その為、宝石王999、宝石王1000と言った怪物形態にはならない。死後、今まで喰らった核の破片を放出した描写があり、トトの涙石によってこれらから珠魅達が復活したとされている。また、ゲームと違ってアレクサンドルには敬語を使われていない。

##### エスカデ編
他の主要ストーリーがほぼゲームと同じ展開である中、漫画版のエスカデ編はほぼオリジナルストーリーとなっている。
ストーリーも1巻での序章および3巻の中盤-5巻の序盤ともっとも長く、5巻にはエスカデたちのその後を描くギャグ4コマが掲載されている。
エスカデ
性格がかなり短気かつ俺様的になっており、何かあるとすぐトトに暴力的ツッコミを入れることが多い。一方で、ゲーム版より独善的な面がやや薄く、最終的には善悪のない赤子になったアーウィンを手にかけることができず、彼を許して悪に堕ちないよう育てることを決めた。
また、おまけの4コマも含め、少々ヨゴレキャラと化している。
ダナエ
ゲームと比べ少々穏やかな性格になっている点以外ほとんど変わらないが彼女自身が戦いに関わることは少なく徹底した中立的立場にあり、マチルダにアーウィンと共に時の束縛を受けない妖精界で暮らすよう託した。また、イムと最初に出会ったのも彼女である。
1巻の序章で、彼女の独特な死生観から初対面でトトに宗教の勧誘と間違われた。
マチルダ
ゲームでの思想的な言動はほとんど見られなくなっている。
エスカデ達の争いにとても心を痛めている。最後はアーウィンと共に聖剣の力で赤ん坊に転生する。エスカデとダナエに育てられる事になるが、エスカデからは偏った愛情を注がれていた。
アーウィン
基本的にはゲームと同じく、マチルダに一途で彼女のためなら手段を選ばないという信念で動く。一方、部下に「こんにゃくにする呪い」をかけるなど、真剣なのか冗談なのか分からない行動もしている。また、目的を果たしても心が悲しみに暮れる様子が出るなど、無意識ながら自身の過ちにも気づいており、あくまで「誤った道を進んだ人物」と描かれていた。
最後はトトが聖剣の力でマチルダと共に赤ん坊に転生させて再出発させることにし、エスカデとダナエに託された。四コマ漫画ではモンスターを生きたまま食らったり、大便が異形化して暴れだしたりと、赤子にして既に悪魔の片鱗を見せていた。

##### 短編 / その他の人物
サボテン君
トトの家の留守番役で、かなり溺愛されている。彼もトトを慕っており、バドとコロナに立ち位置が奪われると思い、追い出そうとコロナのほうきを捨ててしまった（ゲームでも元となったストーリーがあるが、こちらは単にゴミ出しのつもりだった）。その後はバドたちともうまくいっている様子。また、普通に家の中を歩いている場面もある。
ポキール
第2話より登場。序盤でトトの夢に介入するなど七賢人の中では積極的に行動していた。またマチルダが転生した際にはスカウトしたかったと語っている。ラストのトトの行動で「やっと出番が増える」と肯定的だった。
ガイア
第2話より登場。ゲームでの「賢人の知恵」「賢人を探せ」と同様にダナエ、バドに助言している。またトトがポストに乗って旅だった際にポストがガイアにぶつかってしまいトト・ザ・ブラック誕生の原因を作っている。
オールボン
第4話より登場。奈落の管理人だがかなり仕事をため込んでいる模様。ドラグーン編ではティアマットがマナストーンの回収を実行した際にポキールに「ズボラ」呼ばわりされてしまう。ラストのトトの行動で「ムチャクチャ」「奈落が悪人でパンクする」などやや否定的だった（只の愚痴という見方もある）。
トート
第27話より登場。トトのポスト激突のことを話した際に他のメンバーから「早く言ってほしい」と愚痴られていた、ガイアと将棋を指す（98連勝だが、ガイアによるとズルをしているとの事）など、後述のロシオッティと共に老人の面が強調されている。
ロシオッティ
第27話で登場。賢人のミーティングに参加しようとするも腰を痛めて結局参加せずたった1コマだけの出番となった。
セルヴァ
第4話より登場。トトの夢に介入したポキールに対して「ただ見守っていればいい」と傍観者の姿勢を崩さなかった。
ニキータ
第1話より登場。トトの強さを見込んで護衛を頼むという「ニキータ商い道中」とほぼ同じ流れだった。
ワッツ
第17話より登場。ガイアの導きで訪ねてきたトトの聖剣を打ち直そうとするもハンマーを便所に落としてしまい報酬付きでトトを向かわせた。結果トトは奈落へ落ちる羽目になった。
コンゴ
アナグマたちと「アナグマ急便」という宅配サービスを営んでいる。
ゲームと違いオカマキャラとなっている。後に作者曰く「悪ふざけ」と反省していた。なお、飼い犬のプッツィは作者が特に描きたかったキャラだが本編には登場しなかった（新装版の巻末で他のキャラと共に描かれている）。

##### 漫画オリジナルキャラクター
かあさま / かあさん
トトとイムの母親で、本名は不明である。大昔の大戦でマナの樹と出会い、何度も「マナの剣」を使役するものたちを育ててきた。トトにマナの剣、イムに自分が使っていた槍を授ける。トトとイムが集めたアーティファクトはすべて彼女が作った「世界の雛形」。2人をアーティファクト「ポスト」に入れホームランでかっとばして旅に出させた後、枯れてしまったマナの樹と同化して、樹の命を永らえさせていた。喋り方は男勝りだが、時折母親らしい口調にもなる。2人に「反省も学習もない人間達の世界を、なぜマナの樹が支え続けているか」の意味を汲み取るように諭す。トトが帰ってくる時にはホームパーティを開こうとするなど、気さくな一面もある（ただし、自分は動けないので準備は全部イムにさせた）。
トト・ザ・ブラック
トトのポストがガイアに衝突した際、トトから分離したトトの記憶の一部が意思を持った生命体。負の思念を持ちファ・ディールを滅ぼそうとした。トトとは違い、性格は高圧的で外見上はバド曰く「なんか黒い」とのこと。トトの姿とシャドウゼロの姿を持つ。バドたちにアーティファクトの真の意味を語った後にマイホームをポストに戻しバドたちを閉じ込め、無理矢理アーティファクトを破壊しようとしようとした。そしてマナを見つけ聖剣のありかを聞き出そうとしたときに帰還したトト再会後トトの身体を乗っ取ろうとするも失敗し消滅。トトは全ての記憶を取り戻した。
なお、ゲーム中でもシャドウゼロワンが主人公に成りすまして悪事を働くイベントがある。

### 小説
『聖剣伝説 レジェンド オブ マナ あまたの地、あまたの人』（著者：細江ひろみ）
2000年2月3日、アスキー/アスペクト（ファミ通文庫 094）、ISBN 4-7572-0664-X
アスキー（のちのエンターブレイン）から出版。挿絵は漫画と同じ天野シロが担当、表紙及び扉絵はゲームと同じく亀岡慎一、津田幸治が担当している。
こちらの主人公は名前も性別も不明で、劇中は一人称視点だが心理描写のみで主人公自身の台詞もなく、戦闘中でさえ熱くならない漫画版とは逆のストイックな性格の持ち主。ちなみに一人称は「私」で、表紙には女主人公がメインで描かれている。
ストーリーはエスカデ編、ドラゴンキラー編、宝石泥棒編の順に進行していく。特にエスカデ編はこれも漫画とは逆のアンハッピーエンド。ストーリーは淡々と進行するが、幕間のサボテン君が放つ皮肉が強烈である。
『小説 聖剣伝説 レジェンド オブ マナ』（著者：砂守岳央）
2022年10月7日、スクウェア・エニックス、ISBN 978-4-7575-8171-5
リマスター版に合わせて発売された小説。挿絵は全て天野シロが担当している。
「セラフィナ」を主人公としており、宝石泥棒編、エスカデ編、ドラゴンキラー編が描かれる。